# كوكاتو
الكُكْتُوْه أو الكَكَتُوه (الجمع: كَكَتُوهات) أو الكوكاتو هي فصيلة من الببغاوات تضم 21 نوعًا، والممثل الوحيد للفصيلة العليا الككتوه. لتكون إحدى الفصائل الثلاث؛ مع السدافيات والببغاوات الحقيقية المؤلفة لرتبة الببغاوات. تنتشر الككتوه في إسترالاسيا، مع امتداد جمهرتها في أمصار أخر، من الفلبين والجزر الشرقية الإندونيسية لولالسيا، إلى غينيا الجديدة مرورًا بجزر سليمان وأستراليا.
يميز الككتوه قنزعته البارزة ومنقاره المنحني، وريشها أقل تلاوينًا من الببغاوات الأخرى، كونه أبيضٌ، رماديٌّ وأسودٌ عمومًا مع تلاوين مميزة في القنزعة، الوجنتين أو الذَّيل. الككتوات أكبر الببغاوات معدَّلًا في القدِّ؛ مع أنَّ الكوكاتيل أصغرُ أنواعها، وهو طائرٌ صغير.
يبقى الوضع الوراثيُّ للكوكاتيل غير مُحددٍ، إلَّا أنه من أقدم سُلالات أنواع الككتوه. الأنواع الباقية هي في فرعان حيويَّان رئيسان، الأوَّلُ مُمثَّلٌ بِطائر الكوكاتو الأسود وحيد الجنس والنَّوع، والثَّاني بِالككتوات الخمسة الكبيرة ذات اللَّون الأسود؛ المُمثلةُ بِجنس ككتوه، الذي يضمُّ 11 نوعًا من الككتوات بيضاء الرِّيش، وأربعة أجناس وحيدةُ النَّوع (تضُمُّ نوعًا واحدًا) تنوَّعت مُبكِّرًا؛ وهي كُلٌّ من الككتوه البيضاء والزَّهريَّة، والغال الرَّمادي والزَّهري، وجانج جانج الرَّمادي، وككتوه النَّخيل أسود الرِّيش كبير القد.
يُفضِّل الككتوه تناول البذور، درن النَّبات، الجعثن، الفواكه، الزُّهور والحشرات. غالبًا ما تتغذَّى على الطَّعام أسرابًا، خصوصًا عندما تتغذَّى في الأرض. تعيشُ الككتوات ذُكورًا وإِناث تزاوُجًا أُحاديًّا، وتُعشِّشُ في جوف الأشجار. تأثرت بعضُ أنواع الككتوه سلبًا بِفقدان موائلها، خاصَّة بسبب النَّقص في تجاويف التَّعشيش المُناسبة بعد إزالة الأشجار الكبيرة البالِغة؛ مع أنَّ بعض الأنواع تكيَّفت مع التَّغيُّرات البشرية وتُعتبر آفاتٍ زراعيَّةٍ.
تربيةُ البَبَّغاوات مُستَأنسةٌ، لكن من الصَّعب تلبية مُتطلَّبات رِعايتها. تربيةُ الكوكاتيل أسهلُ من تربية أنواع الككتوات الأُخر، وغالبًا أكثرُها أسرًا. تُؤسر الككتوه البيضاء أكثر من الككتوه السوداء. تُساهم التجارة غير المشروعة لِلطُيور البريَّة التي تُصطاد في انخفاض جُمهرة الككتوه في البريَّة.

## التَّسميّة
يرجع أصل كلمة "كوكاتو" إلى اسم هذا الطائر في اللغة الملاوية، وهو بالأصل يُلْفَظْ: "كاكاتْوَا"، ثم اقتبسه الهلنديّون في القرن السابع عشر الميلادي وحرَّفوه إلى الكلمة المعاصرة: "كوكاتو"، والتي أصبحت الاسم الدارج للطائر في جلّ لغات العالم، ولو أن لفظه يختلف في بعض الأحيان، فقد انتشرت للاسم تهجئات مختلفةٌ في القرن الثامن عشر، مثل: "كوكادور" و"كوكاتون". ويُهجَّى في اللغة العربية بطريقتين حسب معاجم الحيوان الحديثة، هما: "كَكَتُوه" (وجمعها: "كَكَتُوهات")، أو: "كوكاتو".

## التَّصنيف

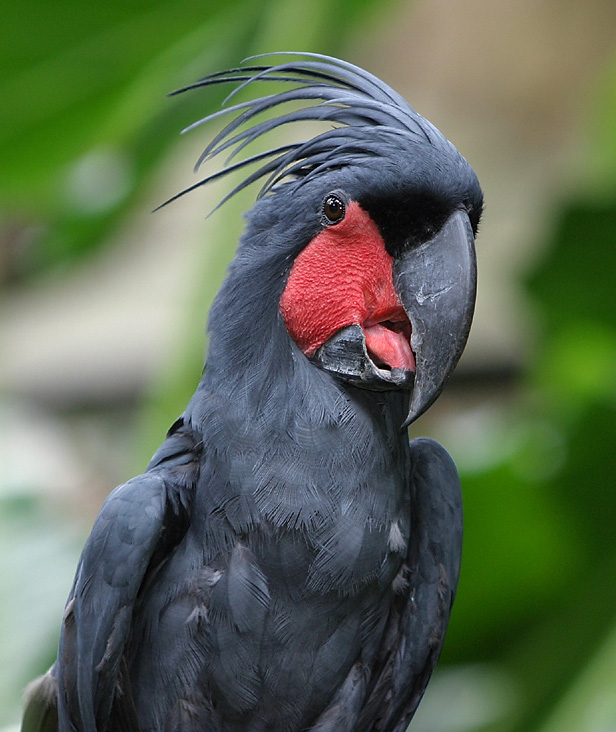
يختصُّ الكوكاتيل بواحدة من الفصائل الثلاث الدُّنْيا ضمن فصيلة الكوكاتوهات، وهو من طيور الزينة المحبوبة.

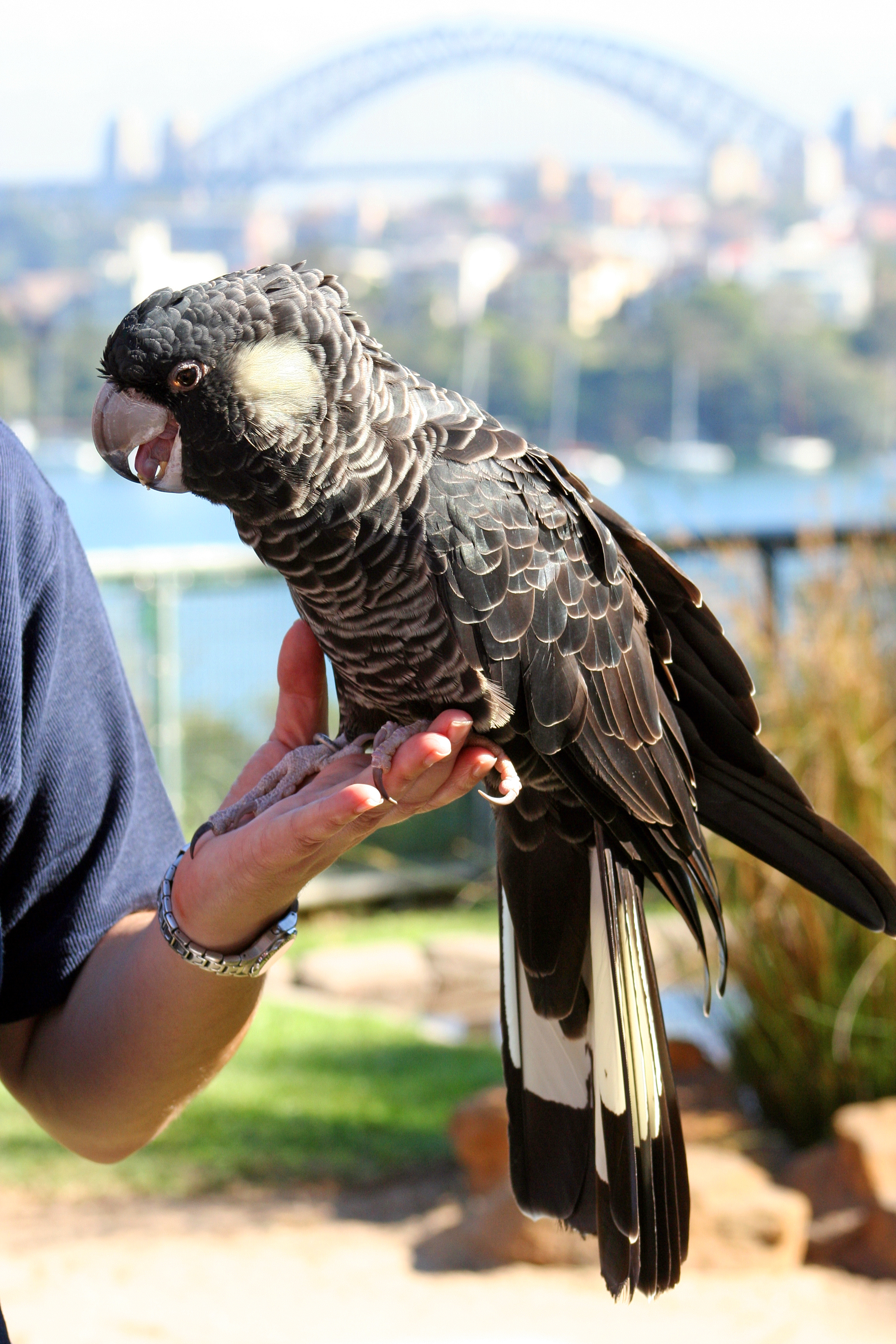
كوكاتو كارنابي الأسود، وهو أحد أنواع الفصيلة الدنيا للكوكاتوهات السوداء، إحدى الفصائل الدنيا الثلاث للكوكاتوهات.

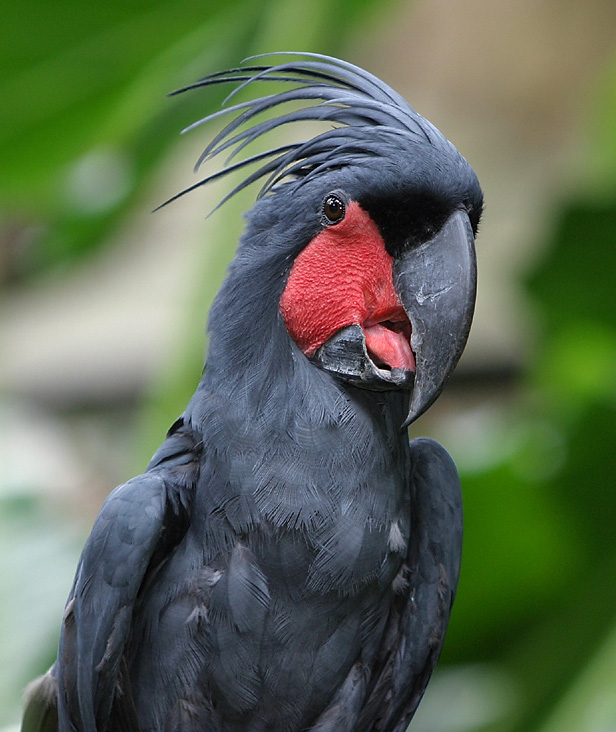
كوكاتو النخيل هو أحد أنواع فصيلة الكوكاتوهات.

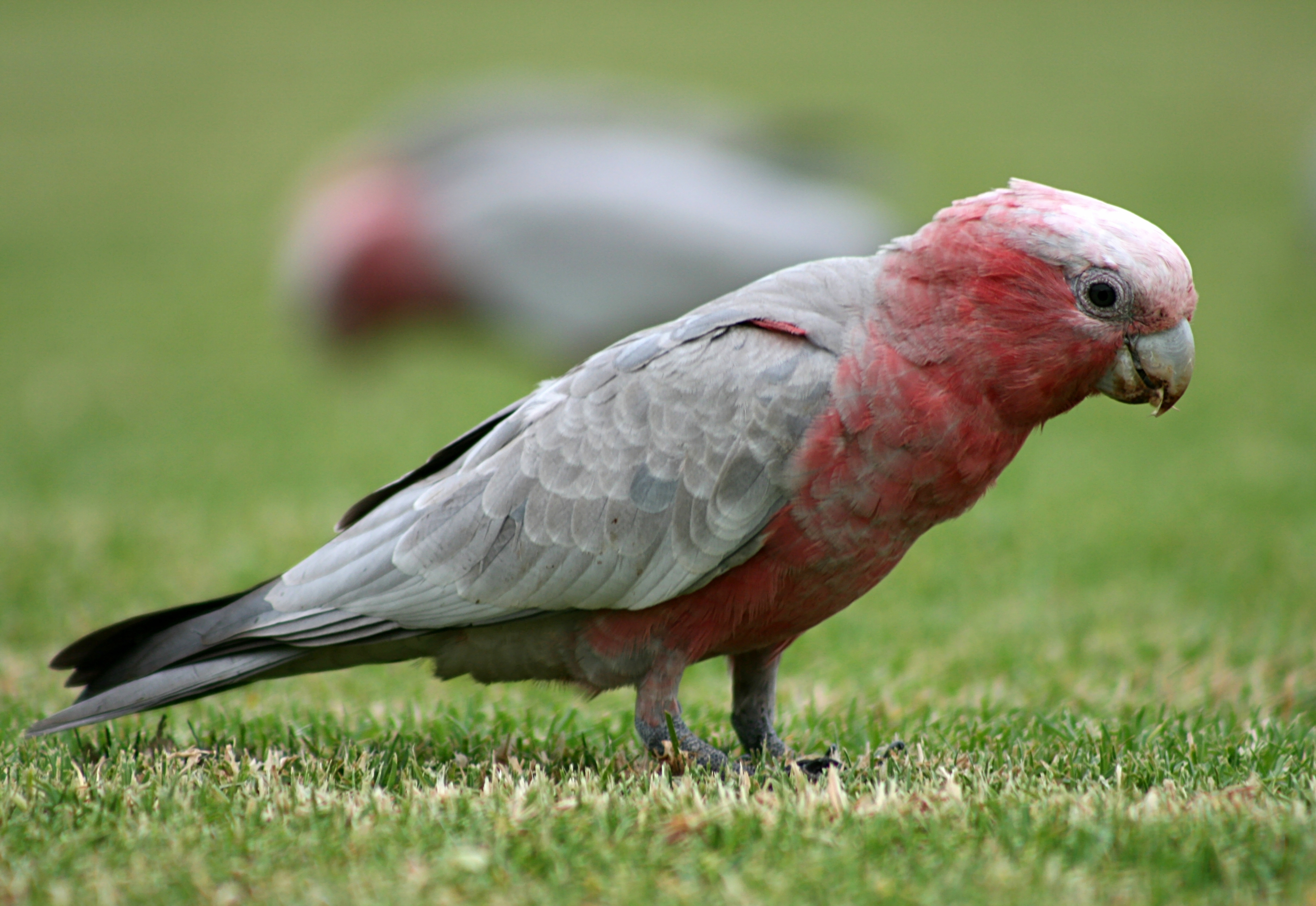
الغالة من أنواع الكوكاتو، ومن أوسع الطيور انتشارًا في قارة أستراليا.

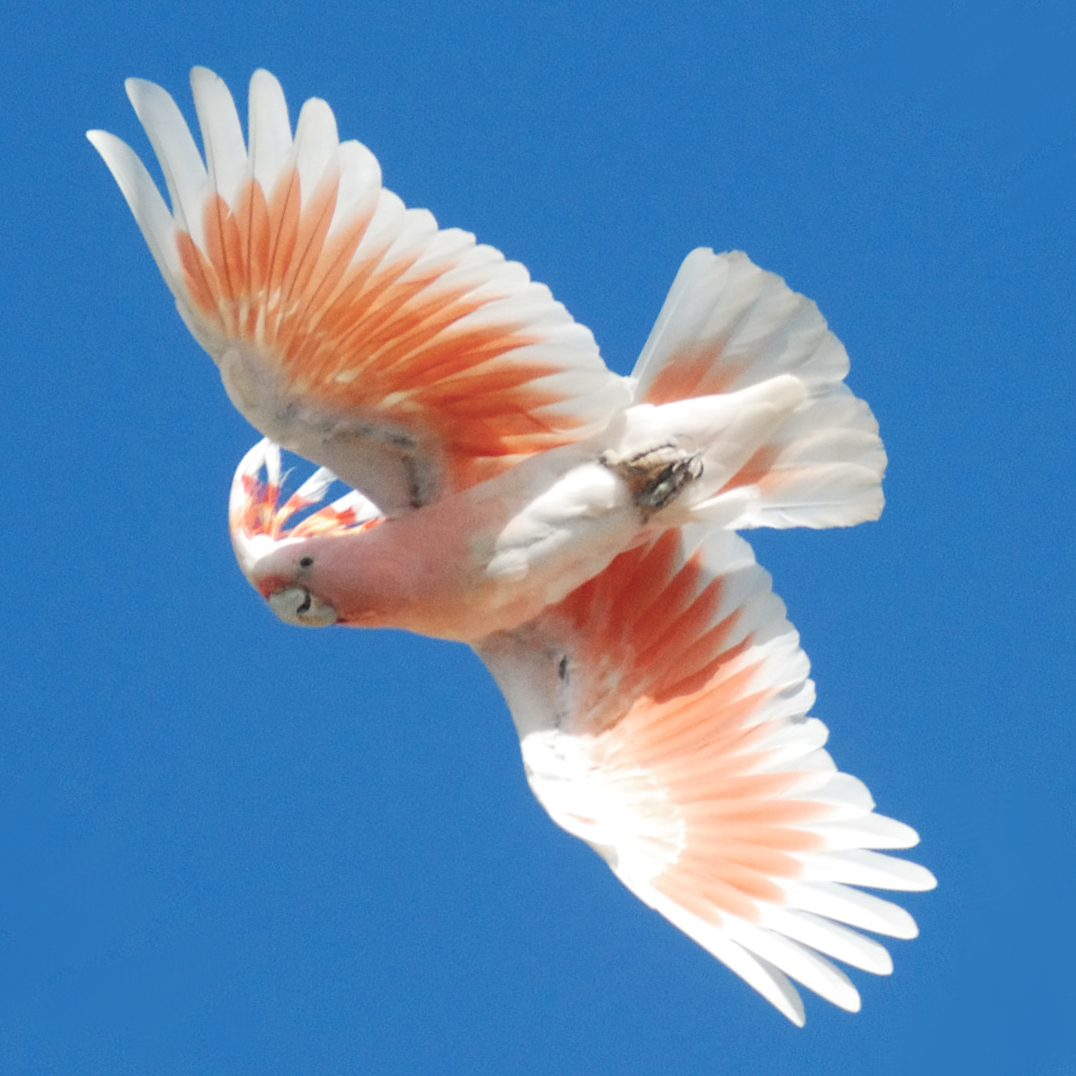
كوكاتو زهري، وهو ضمن مجموعة واسعةٍ من الكوكاتوهات.

أول من صنَّفَ الكوكاتو هو عالم الطبيعة الإنكليزي جورج غراي، والذي صنَّفه على أنه فصيلة دنيا من الببغائيات أطلق عليها: "الكوكاتوهات" (باللاتينية: Cacatuinae)، وحدَّد لها الجِنْس النمطي (أي الجنس الرئيسي في الفصيلة) على أنه "الكوكاتو". منذئذٍ، وضع علماء الأحياء تصنيفات مختلفة تعتبر بعضها الكوكاتو فصيلةً قائمةً بذاتها، بينما يراه آخرون فصيلة دنيا من الببغائيات.
على سبيل المثال، يتفق علماء الطيور الأمريكيون جيمس بيترز (في كتاب منشور سنة 1937) وتشارلز سيبلي وبيرت مونرو (في كتاب صدر عام 1990) على أن تكون لطيور الكوكاتو فصيلة دنيا فقط، بينما وضعها خبير الببغاوات جوزيف فورشو ضمن فصيلة متكاملة الأركان في عام 1973.
تشير دراسات علم الوراثة إلى أن أولى الببغاوات التي انفصلت عن سلفها المشترك الأحدث كانت الفصيلة السدافية، أو ببغاات نيوزيلندا، وكانت الكوكاتو هي ثاني فصائل الببغاوات التي تطوَّرت عن باقي الببغاوات بعدئذٍ، ومن ثم تفرَعت وانتشرت أنواع الببغاء في أنحاء نصف الأرض الجنوبي ووانبثقت عنها أنواعٌ عديدة، منها المكاو واللري والكونيور والمُتيَّم وغيرها.
بين علماء الأحياء حالياً توافق على تصنيفٍ معظم أجناس فصيلة الكوكاتو، ولو أنه ما يزال من غير الواضح بينهم ما إن كان من الصحيح تضمين الكوكاتيل في الفصيلة. ويقترح البعض أن يكون الكوكاتيل هو جَذْر سائر أنواع الكوكاتو، وهو موقع قد يشترك فيه مع الكوكاتو الأسود أو مع مجموعة فرع حيوي تضمُّ أجناس: الكوكاتو الأبيض والزهري وكوكاتو النخيل، بينما يُصنَّف الكوكاتو الأسود حسب هذا المقترح في فرع حيوي يخصُّه، ويبقى لسائر أنواع الكوكاتو غير المذكورة فرع حيوي أخير يجمعها. ويُجْمِعُ أغلب الباحثين على أن يضمَّ الفرع الحيوي الأخير أجناس الغالة الرمادية والحمراء وجانج جانج كوكاتو وكوكاتو النخيل الأسود، ولو أن هذا الأخير يُعَدُّ أحياناً جذراً لسائر الأنواع الأخرى. والأنواع التي تبقى غير مذكورة فيما سبق هي الكوكاتوهات البيضاء والزهرية النتمية للجنس كوكاتو، وهو جنسٌ ينقسم بدوره إلى جُنَيْسَيْن (أي: جَنْسَان من الفئة الأدنى) هما: الكوريلا (باللاتينية: Licmetis) والكوكاتو الأبيض (باللاتينية: Cacatua)، غير أن مصطلح "الكوكاتو الأبيض" يُطْلَق -كذلك- على جنس الكوكاتو كاملاً، مما يؤدِّي إلى بعض الخَلْط في المصطلحات. تنقسم أنواع الكوكاتو الأسود أيضاً إلى جُنَيْسَيْن اثنين، وتمتاز بعضها بمثنوية الشكل الجنسية، أي باختلاف الألوان بين الذكور والإناث، فتكون الأخيرة مُخطَّطة النمط.
ما يزال السجل الأحفوري (المستحاثة) للبغاوات بعمومها ناقصاً جداً، والسجل الأحفوري للكاتوهات أكثر نقصاً من الحالة السائدة، إذ لم تكتشف حتى الآن إلا أحفورة واحدة للكوكاتو من العصور الغابرة، وهي لجنس الكوكاتو وبالتحديد لجُنَيْس الكوريلا (باللاتينية: Licmetis) مكتشفة في منطقة ريفرسلاي بأستراليا، وهي أحفورة تعود إلى عصر الميوسين (أي: قبل 23 إلى 16 مليون سنة). ويبدو على هذه الأحفورة أنها قريبةٌ من كوكاتو الكوريلا الغربي أو الغالة، رغم أن حالتها المُجزَّأة تجعل الجَزْم صعباً. اكتشفت -كذلك- في ميلانيزيا (ضمن كاليدونيا الجديدة وأيرلندا الجديدة تحديداً) عظام متفرّقة لنوع من جنس الكوكاتو، والذي يبدو أنه انقرض قبل وصول البشر الأوائل إلى هذه الجزر. وما زالت الاستنتاجات القائمة على هذه الأحافير ضئيلة، ولو أن الأحفورة المكتشفة في ريفرسلاي تمنح فكرة عن تاريخ انفصال الفصائل الدنيا من الكوكاتو عن بعضها.

### الأجناس والأنواع
تضمُّ فصيلة الكوكاتوهات 44 طيراً، منها أنواع ونويعات، وهي مُقسَّمة حالياً كالآتي:
فصيلة سوداء: الكوكاتيلات
- جنسالكوكاتيل
  - الكوكاتيل، Nymphicus hollandicus (روبرت كير، 1792)

فصيلة دنيا: الكوكاتوهات السوداء
- جنس مخفية المنقار – كوكاتوهات بيضاء وسوداء
  - الكوكاتو الأسود أحمر الذيل، Calyptorhynchus banksii (جون لاثام، 1790) (5 نويعات)
  - كوكاتو أسود لامع، Calyptorhynchus lathami (كونراد جاكوب تمينك، 1807) (3 نويعات)
- جنس زندة – كوكاتوهات بيضاء وصفراء أو بيضاء
  - الكوكاتو الأسود أصفر الذيل، Zanda funerea (جورج شو، 1794) (2–3 نويعات)
  - كوكاتو كارنابي الأسود، Zanda latirostris (كارنابي، 1948)
  - كوكاتو بودين الأسود، Zanda baudinii (إدوارد لير، 1832)

فصيلة دنيا: الكوكاتوهات
- قبيلة كوكاتوهات النخيل: جنس واحد يم نوعاً واحداً، وهو كوكاتو النخيل الأسود.
  - جنس كوكاتو النخيل
    - كوكاتو النخيل، Probosciger aterrimus (يوهان فريدريش غملين، 1788) (4 نويعات)
- قبيلة الكوكاتيات: أربع أجناس بيضاء ورمادية وزهرية.
  - جنس كوكاتو جنج جنج
    - كوكاتو جنج جنج، Callocephalon fimbriatum (جيمس غرانت، 1803)

  - جنس غالة
    - غالة، Eolophus roseicapilla (لويس جان بيير فيو، 1817) (3 نويعات)

  - جنس الكوكاتو الزهري
    - الكوكاتو الزهري، Lophochroa leadbeateri (نيكولاس إيلورد فيغور، 1831) (2 نويعات)

  - جنس الكوكاتو (11 species)
    - جُنَيْس الكوكاتو – الكوكاتوهات البيضاء الحقيقية
      - كوكاتو أصفر العرف، Cacatua sulphurea (يوهان فريدريش غملين، 1788) (4 نويعات)
      - كوكاتو كبريتي العرف، Cacatua galerita (جون لاثام، 1790) (4 نويعات)
      - كوكاتو أزرق العينين، Cacatua ophthalmica فيليب سكويتر، 1864
      - الكوكاتو الأبيض Cacatua alba (فيليب مولر، 1776)
      - كوكاتو سلموني العرف، Cacatua moluccensis (يوهان فريدريش غملين، 1788)

    - جنيس الكوريلا
      - كوريلا طويل المنقار، Cacatua tenuirostris (هاينريش كوهل، 1820)
      - كوريلا غربي، Cacatua pastinator (جون غولد، 1841) (2 نويعات)
      - كوريلا صغير، Cacatua sanguinea جون غولد، 1843 (4 نويعات)
      - كوريلا تانيمبار، Cacatua goffiniana روسيلار ومايكلز، 2004[28]
      - كوكاتو جزر سليمان or Ducorps's cockatoo، Cacatua ducorpsii جاك بوتشيران، 1853
      - كوكاتو الفلبين or Philippine cockatoo، Cacatua haematuropygia (فيليب مولر، 1776)

## الوصف

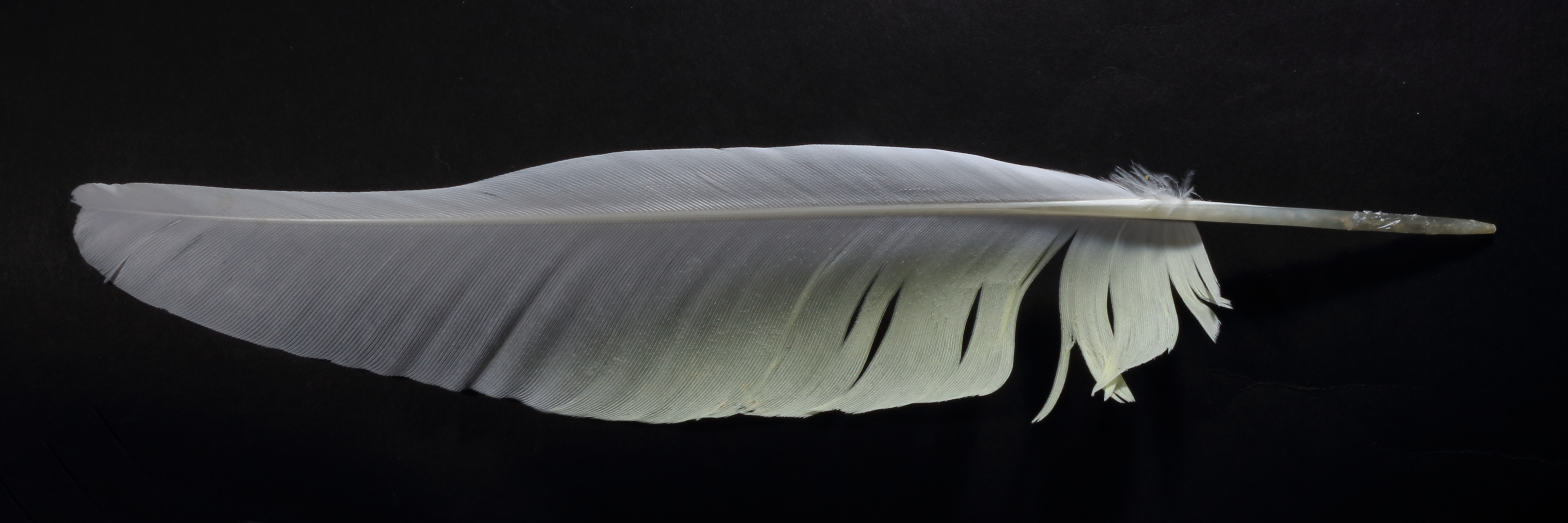
ريشة كوكاتو كبريتي العرف.

الكوكاتوهات هي ببّغاوات متوسطة أو كبيرة الحجم، مُكْتَنِزُة الجسم، يتراوح طولهل بين 30 إلى 60 سنتيمتراً ووزنها بين 300 إلى 1,200 غرام. ولو أن أحد أنواعها (وهو الكوكاتيل) أصغر بكثير من باقي الأنواع، إذ إن طوله قلَما يتجاوز 32 سنتيمتراً (متضمناً ريش ذيله الطويل) ووزنه يتراوح بين 80 إلى 100 غرام فحسب. تتميَّز كثير من أنواع الفصيلة بقنزعة أو عُرْفٍ باهي المظهر، والذي يُنْفُشُه الطائر حينما يَهْبِطُ من الهواء أو يثيره أمر. وتتشابه الكوكاتوهات بالكثير من صفاتها مع سائر البَّبغاوات، مثل منقارها المعقوف الشهير وشكل إصبعياتها (أقدامها)، إذ إن إصبعيها الوسطيَّان اتجاههما نحو الأمام، وأما الإصبعان الطرفيَّان فمحنيَّان نحو الخلف، والطير الذي له هذه الحالة يُعرف بزوجي البراثن. وأما ما تختلف به الكوكاتوهات عن غيرها فهو قدرتها على نَفْش عرفها، وافتقارها للريش ذي الألوان الزرقاء والخضراء البرَّاقة المنتشر عند الببغاوات الأخرى.
تشبهُ الكوكاتوهات سائر الببغاوات في أن سيقانها قصيرة ومخالبها قويّة ومشيتها جانبيَّة (اي أنها تُحرِّك سيقانها من اليمين لليسار أو بالعكس، وليس من الخلف للأمام)، كما أنها تستخدم -كالبّبغاوات- منقارها وكأنه ساقٌ ثالثةٌ تعينها على ارتقاء أغصان الشجر. وأجنحتها -عادةً- عريضةٌ لتساعدها في الطيران بسرعة كبيرة، إذ إن أحد أنواعها (وهو الغالة) قادرٌ على أن يبلغ سرعة 70 كيلومتر بالساعة. غير أن للكوكاتوهات البيضاء (مثل الكوكاتو كبريتي العرف) أجنحة قصيرة مُقوَّسةً وأقلَّ سرعة.

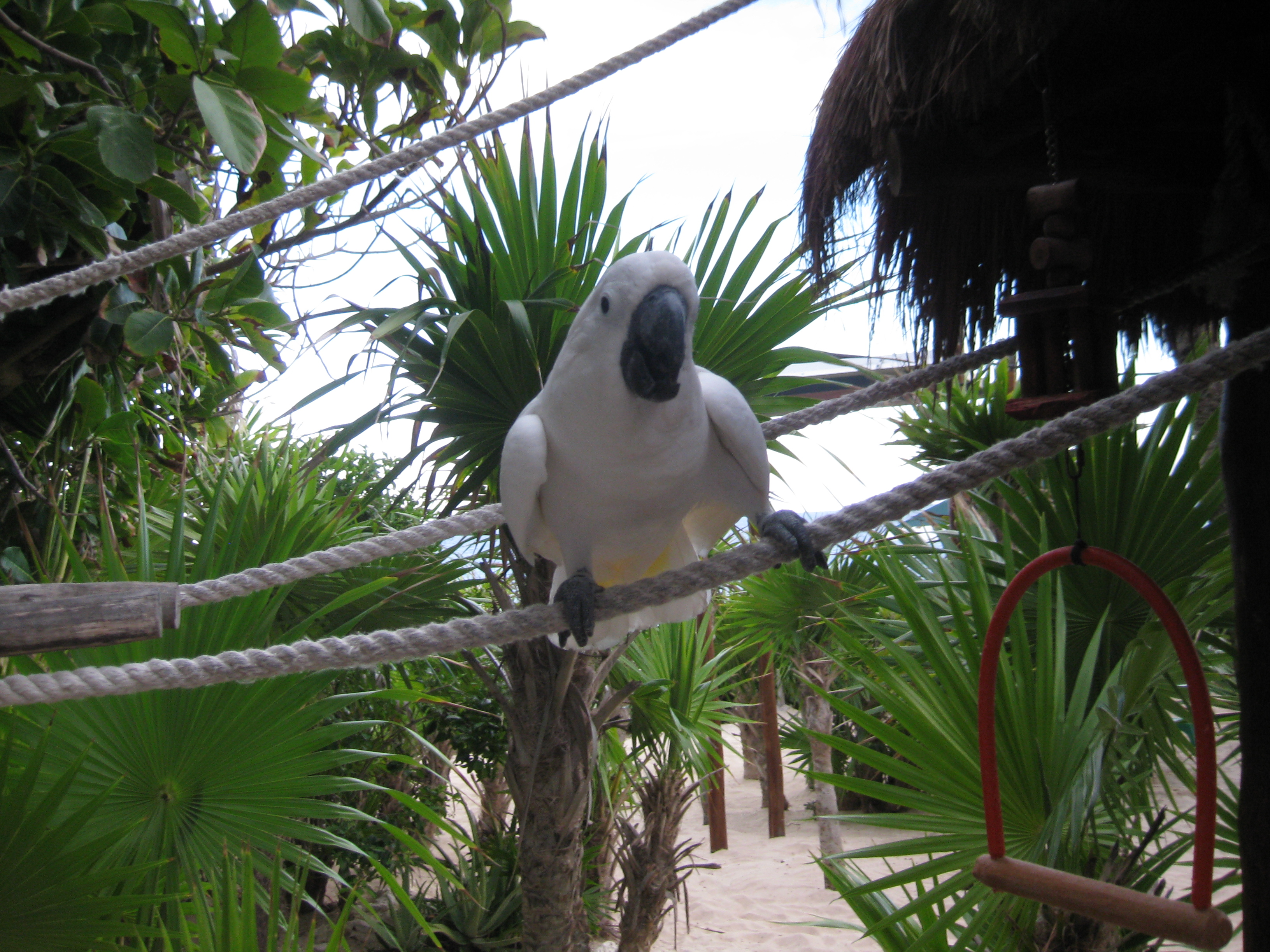
يمشي الكوكاتو مشيةً جانبية من اليمين إلى اليسار، مثلها في ذلك مثل سائر الببغاوات.

للكوكاتوهات مناقير كبيرةٌ، وهي تَحْفَظُ حدّتها بأن تَحُكَّ جانبي فكَّيها السفلي والعلوي كلَّما جثمت تستريح، ويساعد هذا المنقار مع لسانٍ عضلي كبير على دَفْع البذور داخل المنقار لتقشيها قبل أن تتناول الطيور ما في داخلها. وطريقة الببغاء في تقشير البذرة هي أن يضغط عليها المنقار السفلي كالمطرقة، بينما يُثبِّتها اللسان والفك العلوي الذي يؤدِّي دور السندان. وتُسَاعِدُ في هذه العمية عضلاتٌ قويَّة حول منطقة العينَيْن، تُحرِّك الفكَّيْن من اليمين إلى اليسار. ومنقار الكوكاتو الذكر أكبر عادةً من منقار الأنثى، خصوصًا في كوكاتو النخيل.

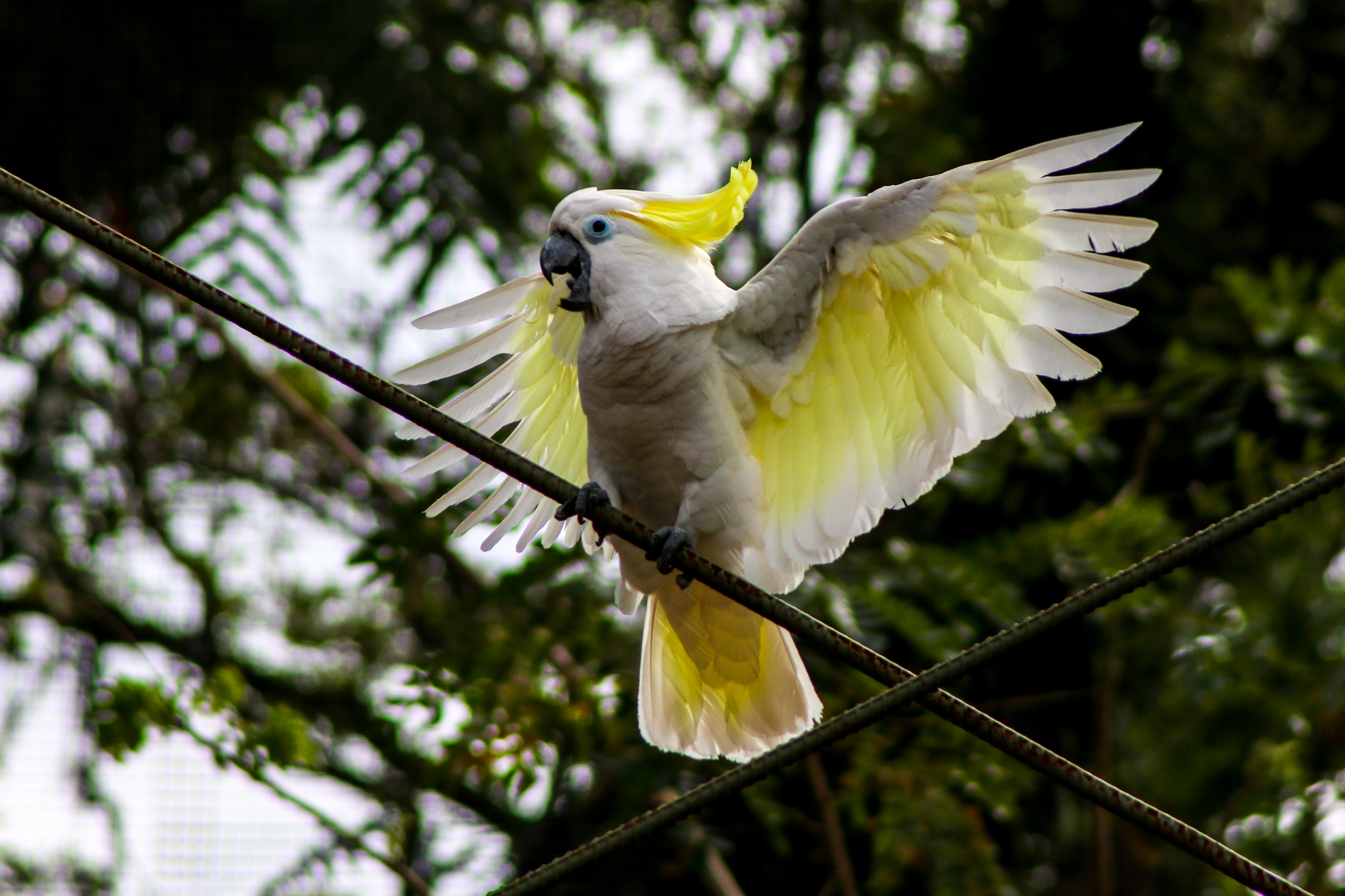
تتميَّز أنواع فصيلة الكوكاتو بعُرْفٍ أو قنزعة باهية المَظْهَر تنفشُهُا حينما تَهْبِطُ من طيرانها.

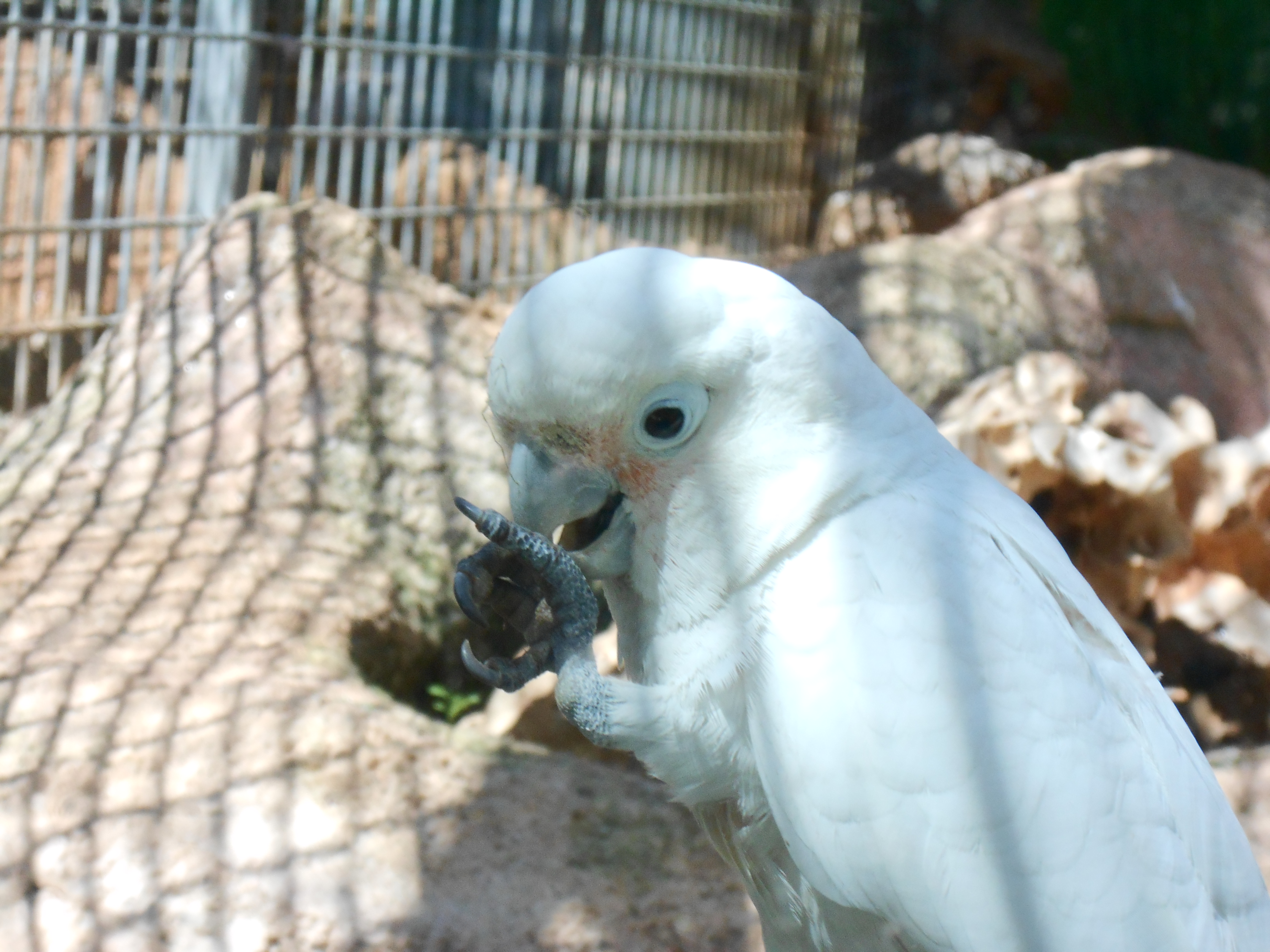
لقدم الكوكاتو ثلاث أصابع أحدها معقوفٌ نحو الخَلْف.

ألوان ريش الكوكاتوهات ليست فاقع بقَدْر الببغاوات الأخرى، فمعظمها تتَّسم بلونٍ عامٍّ أسود أو أبيض أو رمادي، وللكثير من أنواعها ريش مُلوَّن يُغطِّي قسمًا صغيرًا من جسمها (مثل الذيل أو العُرْف)، منه الزهري والأحمر والأصفر. ويغلب على بعض الأنواع اللون الزهري، مثل الكوكاتو الزهري والغالة. ولبعض الأنواع حلقةٌ خاليةٌ من الريش ولامعة اللون حول العينَيْن، وهذه الحلقة بارزةٌ جدًا بالتحديد عند كوكاتو النخيل الذي يتميَّز بحلقتَيْن حمراوتَيْن كبيرتَيْن حول العينَيْن وفي عموم الوجه، لكنها ضئيلةٌ عند الكوريلا والكوكاتو أزرق العينين. لا تختلف ألوان ريش ذكور الكوكاتو عن الإناث إلا نادرًا، ولو أن ريش الأنثى بالعموم أبهتُ لونًا من الذكر. ولا تظهر فروق الشَّكْل بين الجنسَيْن بوضوحٍ إلا في كوكاتو جنج جنج والكوكاتو الأسود أحمر الذيل والكوكاتو أسود لامع. وقد يختلف لون القزحية في بعض الأنواع، فهي حمراءٌ وزهرية عند إناث الكوكاتوهات الزهرية وحمراء بنية عند إناث الكوكاتوهات البيضاء. وأما ذكور الكوكاتو فقزحيّتها سوداء بنية دومًا.
تُنظّف الكوكاتوهات ريشها كل يوم، فهي تلتقط التراب والزيوت من الريش وتُصحِّحُ اتجاهه بمناقيرها، بل وتُسَاعِدُ بعضها في تنظيف الريش الذي قد لا تستطيع تنظيفه وحدها. وهي تُفْرِزُ زيوتًا لترطيب ريشها من الغدة الزِّمْكِيَّة الواقعة في أسفل ظهورها، ويَنْتَشِرُ هذا الزيت بمنقار الطائر. كما أنها تُنْتِجُ الريش الزَّغَبِيْ بالمنطقة القطنية وتنشره بحَكِّ يشها.
عملية الانسلاخ عند الكوكاتو شديدة البُطْء والتَّعقيد. فالكوكاتو الأسود يُبدِّل ريش الطيران (وهو ريشٌ أساسي في التَّحليق) ريشةً بريشة، وبالتالي فإن تبديل الريش كاملاً قد يستغرق سنتَيْن متتاليتَيْن. وقد تتسارعُ هذه العملية كثيرًا في بعض الأنواع، كحال الكوريلا والغالة الذين يُبدِّلون ريش الطيران في ظَرْف نصف سنة.

### الصَّوت
أصوات الكوكاتوهات صاخبةٌ عالية الحدَّة. تُؤدي هذه الأصوات عدَّة وضائفٍ، كأن تستخدمها للتعرُّف على بعضها وتنبيه أخرٍ من الحيوانات المُفترسة، فضلًا عن أن هذه الأصوات تدلُّ على حالة الطَّائر المزاجيَّة، وقد تنجز وضيفةً دفاعيَّةً تحمي بها أعشاشها. كُلُّ نوعٍ من الكوكاتوهات نداءَهُ ومُدَّة هذا النِّداء تختلف عن الأنواع الأُخر؛ فمثلًا يغرِّدُ الكوكاتو الكارنابي الأسود مُدَّةً تصل إلى 15 دقيقةً، بينما الكوكاتو الزَّهري يغرِّدُ أقل من هذه المُدَّة. بعض الكوكاتوهات أمثال كوكاتو جنج جنج هادئةٌ نسبيًّا وتُصدر هديرًا لطيفًا عندما تتغذَّى. يتواصل الكوكاتو -بالإضافة إلى أصواته- لمسافاتٍ بعيدةٍ عبر النَّقر الذي يُشبه طرق الطَّبل على غُصنٍ ميتٍ بِعصا. تصنع أنواع الكوكاتوهات أيضًا صوت صفيرٍ مُميَّزٍ عند تهديد أعداءها.

## الانتشار والموئل

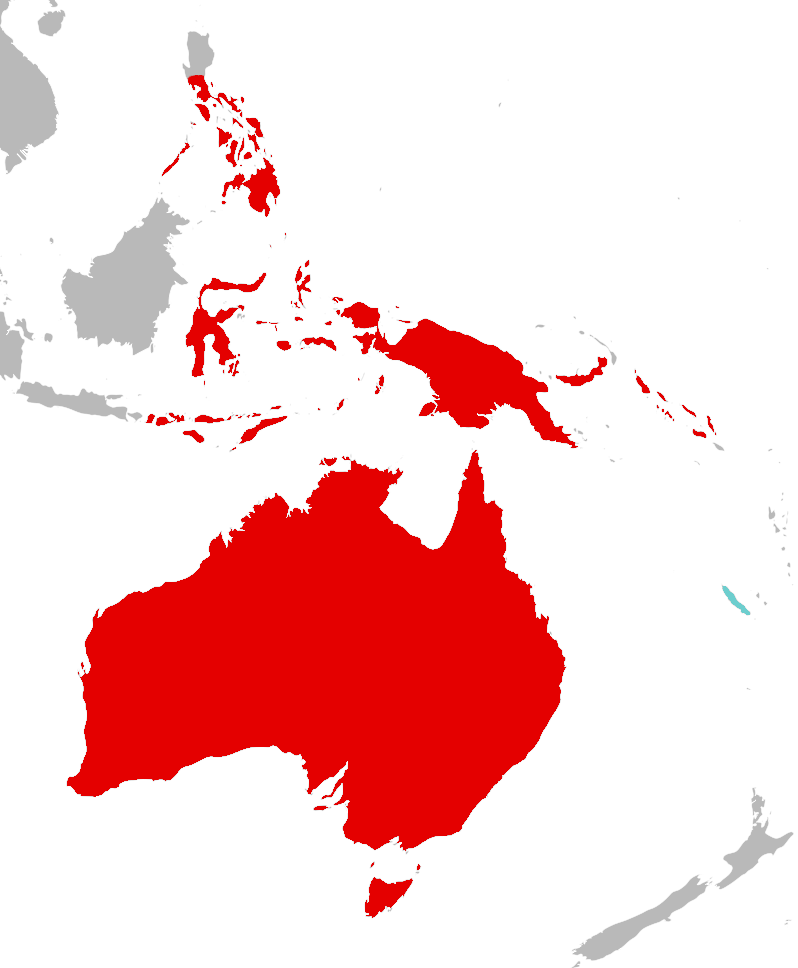
الإقليم الطبيعي لفصيلة الكوكاتو هو في أستراليا وبابوا نيوغينيا والفلبين، وفي بعضٍ من الجزر المجاورة بالمحيط الهادئ.

النطاق الجغرافي الذي تَنْتَشِرُ فيه الكوكاتوهات أصغر بكثيرٍ من انتشار البَّبغاوات الحقيقية، فالموطن الطبيعي للكوكاتو هو حصرًا في أستراليا وإندونيسيا والفلبين وجزرٍ قليلة في المحيط الهادئ. بل ويَنْحَصِرُ وجود 11 نوعًا من أنواع الكوكاتو الواحد والعشرين في قارة أستراليا وحدها، وتَقْتَصِرُ 7 أنواعٍ أخرى على جزرٍ في الفلبين وإندونيسيا وبابوا نيوغينيا وجزر سليمان. ولا يعيش أي نوعٍ من الكوكاتو في جزيرة بورنيو الإندونيسية، رغم انتشار هذه الطيور في جُزُر بالاوان وسولاوسي وجزر قريبةٍ أخرى. ويتقاطع نطاق سكن ثلاثة أنواعٍ من الكوكاتو بين قارة أستراليا وجزيرة بابوا نيوغينيا. إضافةً إلى ذلك، اكتُشِفَتْ أحافيرٌ تاريخية للكوكاتو في أرخبيل كاليدونيا الجديدة.

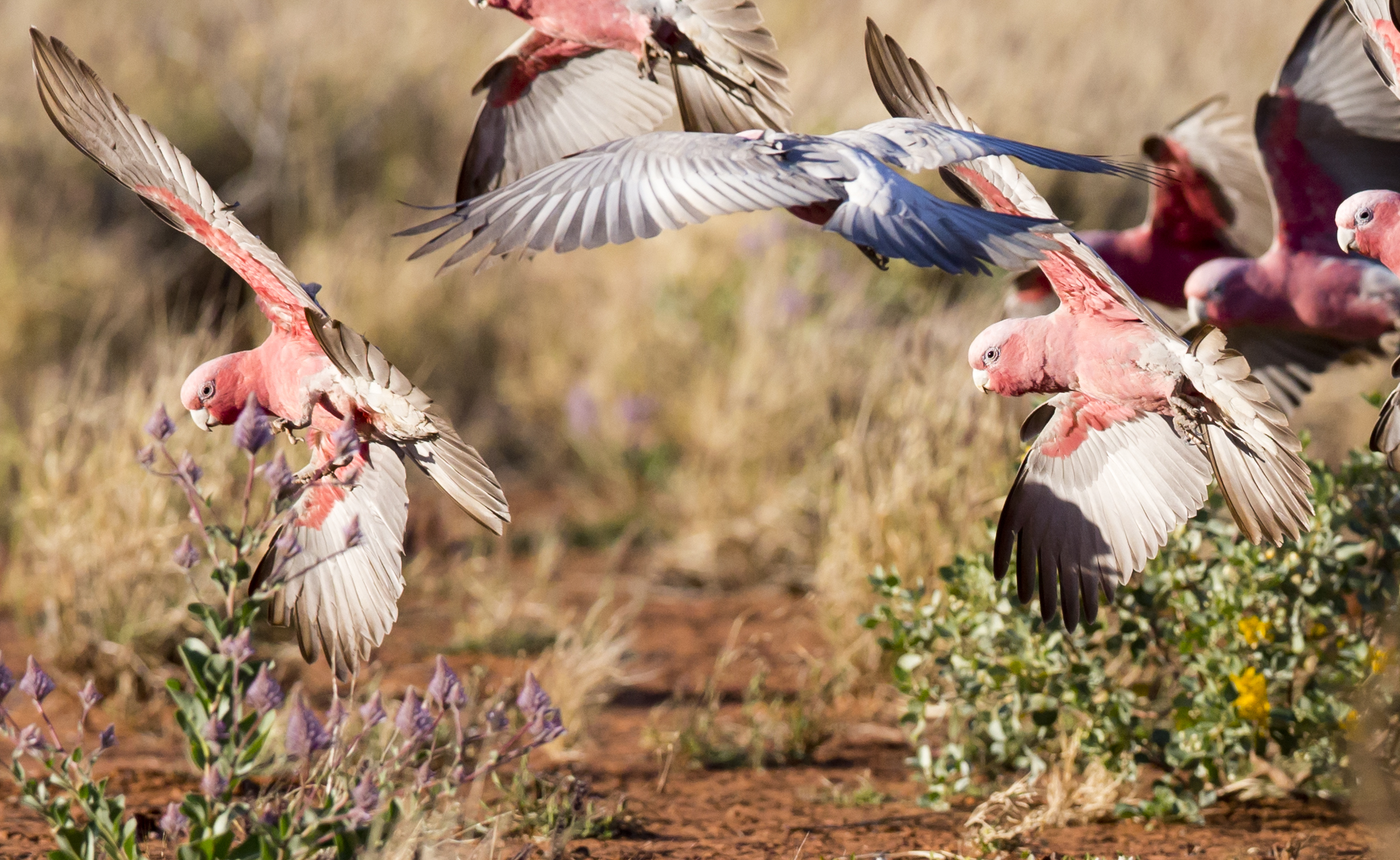
تُحلِّق الكوكاتوهات في أسرابٍ بموسم الجفاف بحثًا عن الأقاليم الزراعية.

تنتشر بعض الأنواع على نطاقٍ جغرافي كبير: فتَسْكُنُ الغالة -على سبيل المثال- السواد الأعظم من قارة أستراليا، بينما تعيش بعضها الأخرى في منطقةٍ ضيّقة من القارة، مثل الكوكاتو الأسود طويل المنقار الذي لا يقطن إلا في غرب أستراليا، وكوريلا تانيمبار المحصور في جزر تانيمبار الإندونيسية. لكن بعض الأنواع انتقلت واستُقْدِمَت إلى مناطق جديدة خارج موطنها الطبيعي، فبلغت بلدانًا منها نيو زيلندا وسنغافورة وبالاو.
تعيش الكوكاتوهات في موائل طبيعية متنوّعة، منها الغابات والمناطق شبه الألبية وغابات المانغروف، لكن لكل نوعٍ موائل مُحدَّدة تناسِبُه. تميل الأنواع الأوسَعُ انتشارًا على المساحات الجغرافية (مثل الكوكاتيل والغالة) إلى أن تَحْيَى في الأرياف، والتي تقتاتُ فيها على بذور العُشْب، وكثيرًا ما تعيش مُتنقِّلةً وتتميَّز بقدرتها على الحركة بسهولة. وتتنقَّل الكوكاتوهات أحيانًا في أسرابٍ تُحلِّق مسافاتٍ كبيرة، بحثًا عن البذور وأنواع الغذاء الأخرى، وقد تُجْبِرُ فترات الجفاف هذه الأسراب على النزوح من المناطق الجافة والتكتُّل في المناطق الزراعية. وقد تسكُنُ أنواعٌ أخرى من الكوكاتو في الأحراش والغابات المطيرة والآجام بل وفي الغابات الألبية. يُحِبُّ كوكاتو الفلبين غابات المنغروف، ولعلَّه لذلك لم يَبْلُغ جزيرة لوزون في شمال الفلبين. وتَمْتَازُ كوكاتوهات الأحراش بالكَسَل، بالنظر إلى وفرة وسهولة الوصول للطعام في موئلها، وتتكيَّف أنواعٌ أخرى تكيُّفًا كبيرًا مع الموائل الإنسانية، فتَدْخُلُ المزارع بل والمدن المزدحمة.

## السُّلوك

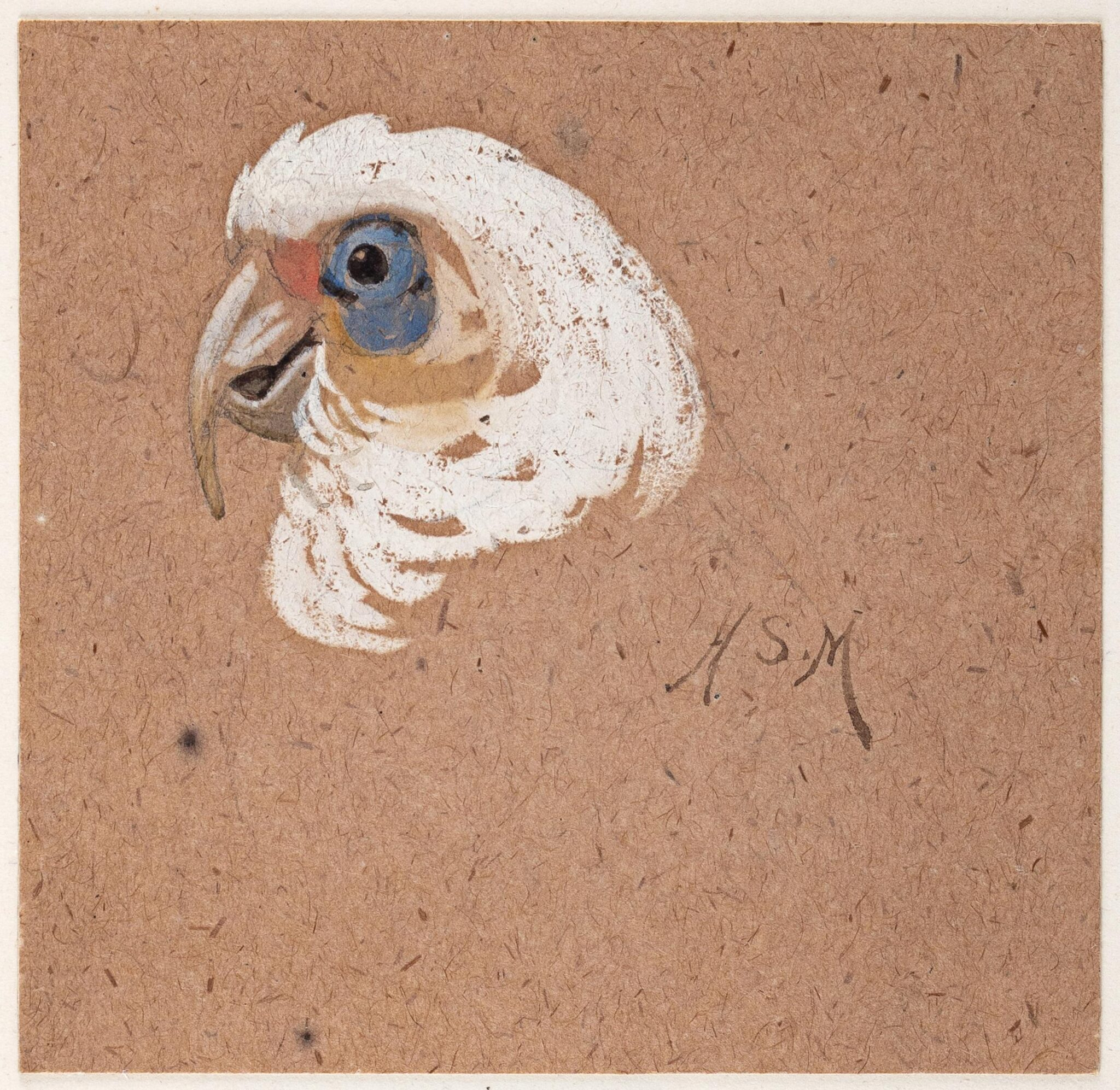
لوحةٌ لكوكاتو بالألوان المائيَّة والجواش لهنري ستاكي ماركس.

الككتوهات نهاريَّة النَّشاط وتحتاج ضوء الشمس لتجمع قوتها. لا تستيقظ هذه الطيور باكرًا إنما تُحسِّ بدفئ الشمس قد وصل متاخِمها فتنهض. أنواع الكوكاتوات على وجهٍ عام طيور اجتماعيَّة وتجثم في جماعاتٍ معًا، وتعيشُ في أسرابٍ صاخبةٍ مُلوَّنةٍ عند هجرتها وتغذيتها. تتباين جُمهرة هذه الأسراب ما تيسَّر الغذاء؛ فإن كان وافرًا، كانت الأسراب صغيرةً وبلغت جُمهرتها أقل المائة طائر، بينما في أوقات الجفاف أو الشَّدائد الأخرى تزيد جُمهرتها إلى الألف أو عشرات الأُلوف؛ إذ أن أحد السِّجلات من مدينة كيمبرلي الأستراليَّة أحصى عدد طيور النَّوع كوريلا صغيرة في سربٍ 32000 طائرًا. الأنواع التي تعيش في منطقة مفتوحة تُشكل أسرابًا أكبر من تلك الموجودة في مناطق الغابات.
تعيش بعض أنواع الكوكاتوات في مجاثم قريبة من مناطق الشرب، إلا أن بعضها يقطع مسافات بعيدة بين مجاثمها ومناطق الشرب والغذاء.

### التَّغذية والطعام

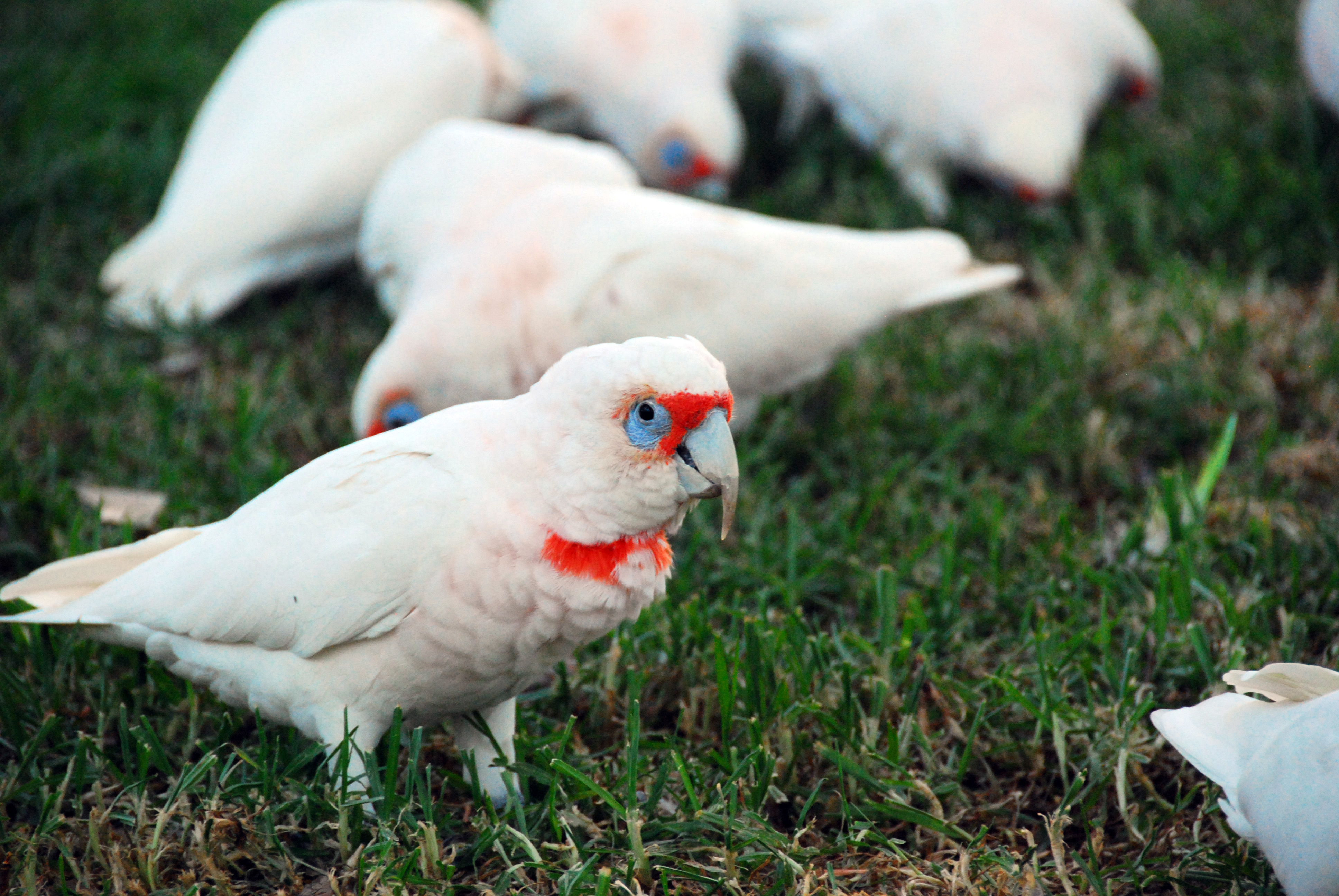
كوريلا برية طويلة المنقار في برث. يستخدم الطائر الموجود على اليمين منقاره الطويل للبحث عن الطعام في العشب القصير.

## العلاقة مع البشر

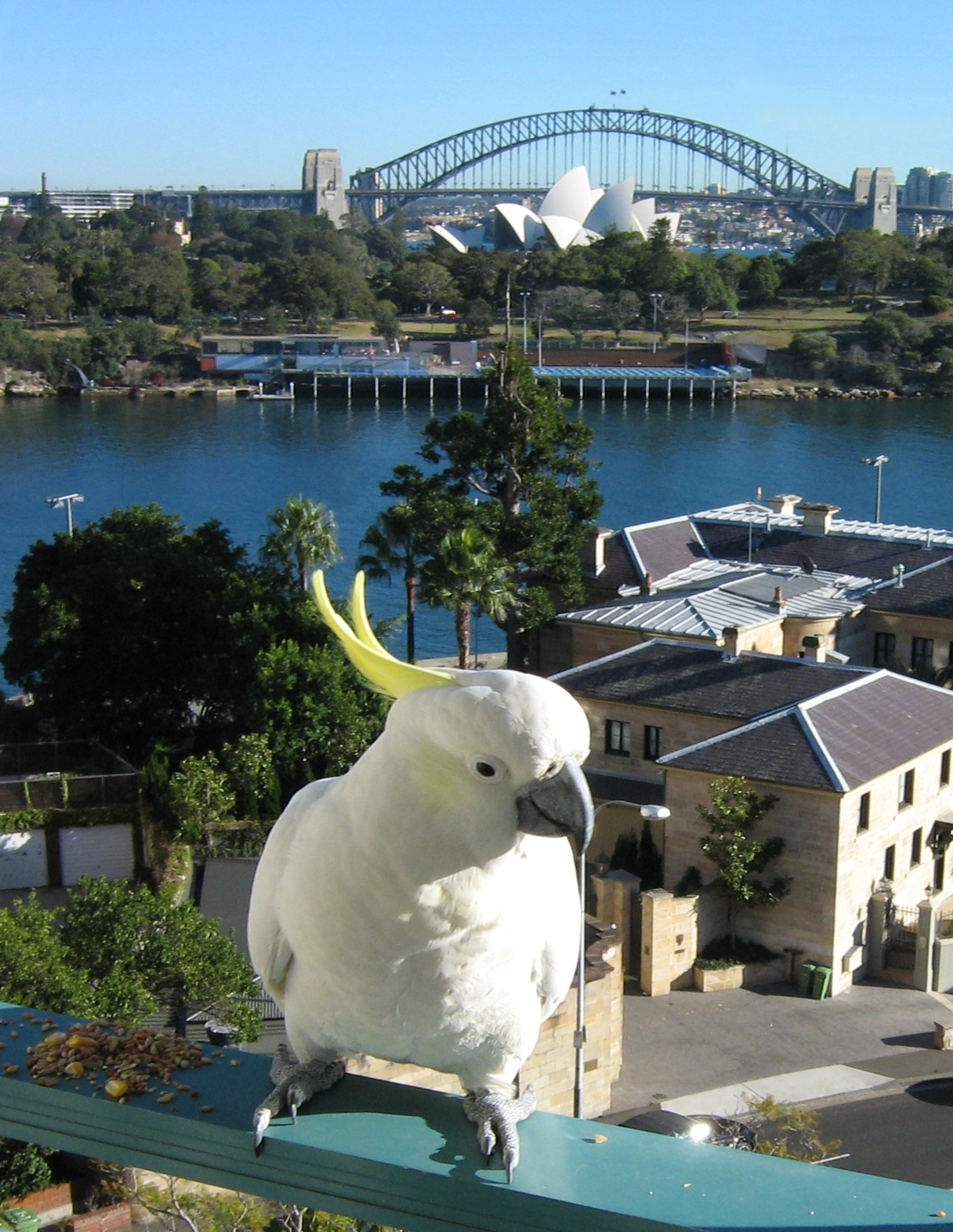
كوكاتو كبريتي العرف يُعرِّج إلى شرفة منزل في شرق سدني للحصول على بذور الطيور.

### التَّربية والاستئناس

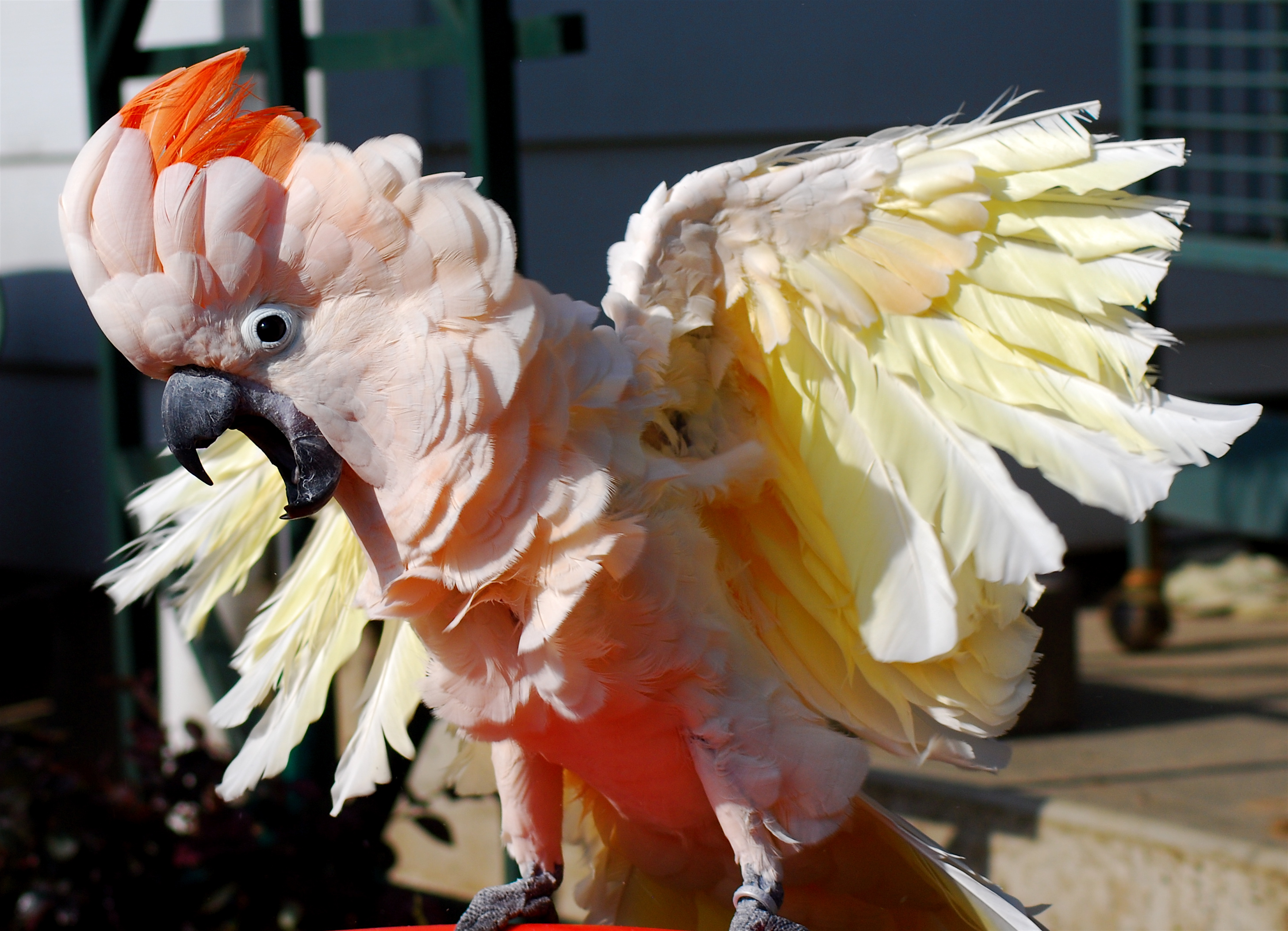
الكوكاتو سلمونيَّة العُرف مقصوصٌ جناحيها، هي أكبر أنواع الككتوهات بيضاء اللون بِطول 52 سم وزِنتُها 775-935 جرامًا. إحدى الطُّيُورِ الأليفة المَطلوبة والصَّاخبة.

احتُفظ بِهذه الطُّيورِ لِمظهرها الجميل، وذكاءِها وإمتاعِها، كما بالإمكان اتِّخاذُ الكوكاتو حيوانًا أليفةً وببغاءً رفيقًا. لا تستطيعُ تقليد كلام البشر عُمومًا، مع أنَّ كورنيلا الصَّغيرة مشهورةٌ بِتقليدها الكلام. البرِّيُّ من هذه الطيور يتعلَّمُ تقليد الكلام من الطيور التي كانت في الأسر لدى البشر سابقًا حين تنضمُّ إلى جُمهرتها كونها طيور إجتماعيَّة. يُمكنُ أن تُرعى مِمَّن لديه خبرةٌ في الاحتفاظ بِالببغاوات رعايةً أفضل. الككتوهات حيواناتٌ إجتماعيَّةٌ ويصعُب تلبية احتياجات هذه الحيوانات، ومن المُمكن أن تُعاني إن بقيت في قفصها وحيدةً لِفترةٍ طويلةٍ.
الكوكاتيل من أكثر أنواع الككتوهات التي يُحتفظ بِها في الأسر.
من بين مُربِّي الطيور الأمريكيين الذين شاركوا في استطلاع أجرته الرَّابطة الأمريكيَّة لِمربي الحيوانات الأليفة [الإنجليزية] سنتي 3003-2004، 39٪ من المُشاركين لديهم كوكاتيل، مُقابل 3٪ فقط لديهم أنواع أُخرى من الككتوهات. تُربَّى الكوكاتو البيضاء في المنازل أكثر من الكوكاتو السَّوداء. نادرًا ما تُرى الكوكاتو السَّوداء في حدائق الحيوان الأوروبيَّة؛ بسبب قُيود التَّصدير المفروضة على الحيوانات البريَّة الأستراليَّة، لكنَّ الطُيور التي صادرتها الحُكومات أُعيرت إلى مُصدِّريها.
غالبًا ما يكون الكوكاتو ودودًا مع مالكه وأحيانًا مع أشخاص آخرين ولكن قد يتطلب قدرًا كبيرًا من الاهتمام. اقترح أن حاجة الكوكاتو إلى الاهتمام الجسدي من البشر ينبع من أساليب التربية دون المستوى الأمثل؛ إخراج الطيور الصغيرة من رعاية أبويها لتربيتها يدويًّا في وقت مُبكر اعتقادٌ بأن هذا سينتج حيوانًا أليفًا أكثر استحسان، ما يؤدي بالطائر البحث عن خُروجٍ من الاتصال الجسدي مع البشر بديلًا عن أبواه. علاوة على ذلك، تُمنح هذه الطيور أشياءً تلعب بها لفُضولها الشديد. تُعاني الككتوهات في الأسر مللًا، ما يؤدي إلى أسلوب سُلوك نمطية، مثل نتف الريش. من المُحتمل أن يكون نتف الريش ناتجًا عن أسباب نفسية وليست جسدية. من الأمور الأخرى التي تُمثل معوقات في تربية هذه الطيور عضاتها الجارحة، وصياحها الحاد. الكوكاتو سلمونية العرف، والكوكاتو البيضاء ككتوهات مُزعجةٌ صياحُها. للككتوهات مسحوق في ريشها، ما قد يُسبب حساسيَّةً لبعض الناس. عُمومًا بالإمكان الاحتفاظ ببعض الككتوهات حيواناتٍ أليفةٍ أمثال كوريلا تانيمبار والغالة الهادئة. الكوكاتيل أشهر الككتوهات وأسهلُها تربيةً لذا تُجنى في المنازل حيواناتٍ أليفةٍ، وتظهر فيها طفرات لونية عند تربيتها في الأسر.

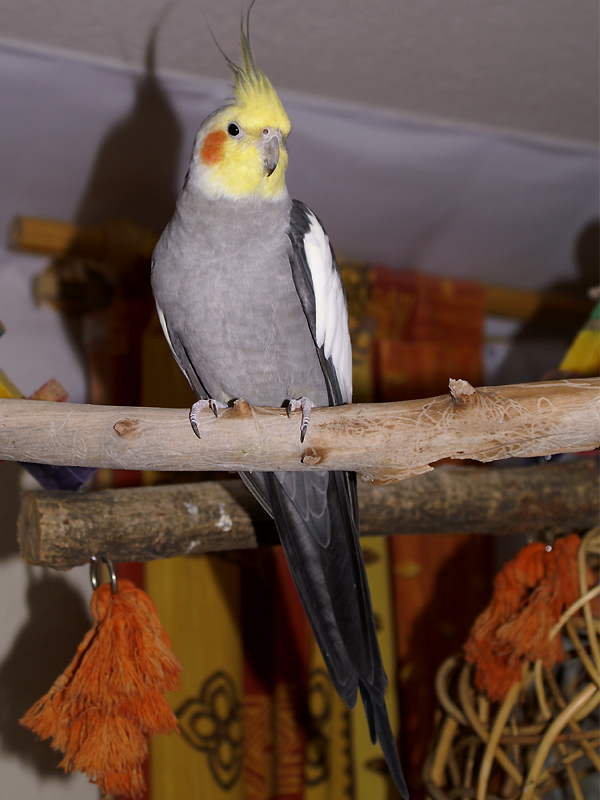
كوكاتيل أليف. يبلغ طول هذا الببغاء قُرابة وهو أصغر وأخف الككتوهات وزنًا.

تُعمر الككتوهات ما بين 30 إلى 70 عامًا (أو أكثر) حسب نوعها، فمثلًا تعيش الكوكاتيل 20 عامًا. تطلب هذه الطيور إيلاءها اهتمامًا كبيرًا يطول مُدةً كبيرةً مع مالكيها. طول عُمرها يُمثل سمة إيجابيَّة يتجلَّى في تقليل فقدان حيوانٍ أليفٍ. أكبر الككتوهات التي كانت في الأسر سنًّا هو الببغاء «كوكي» أحد الككتوهات الزَّهرية، عاش في حديقة حيوانات بروكفيلد في شيكاغو، وعمَّر حتى 83 عامًا (1933-2016). عمَّر كوكاتو سلومني العرف يُدعى «كِينغ توت» الذي عاش في حديقة حيوانات سان دييغو حتَّى 69 عامًا ونفق سنة 1990، وعمَّر أحد ككتوهات النَّخيل 56 عامًا ونفق في حديقة حيوان لندن عام 2000. مع أنَّ تقارير الأدلَّة المُتناقلة تصف هذه الطيور بأعمارٍ أكثر مِمَّا هو منشور. كان كوكاتو كبيرتي العرف يُدعى «كوكي بينت» الذي عاش في بلاكهوريست [الإنجليزية] طائرًا مشهورًا وعمَّر أزيد المِائة عام، فاقدًا ريشه وعاش عاريًا حتَّى نُفوقه. ويُذكر أنَّ إحدى ككتوهات النَّخيل في حديقة حيوان أستراليَّة قد عمَّرت ما بين 80 أو 90 عامًا،

### في الثَّقافة

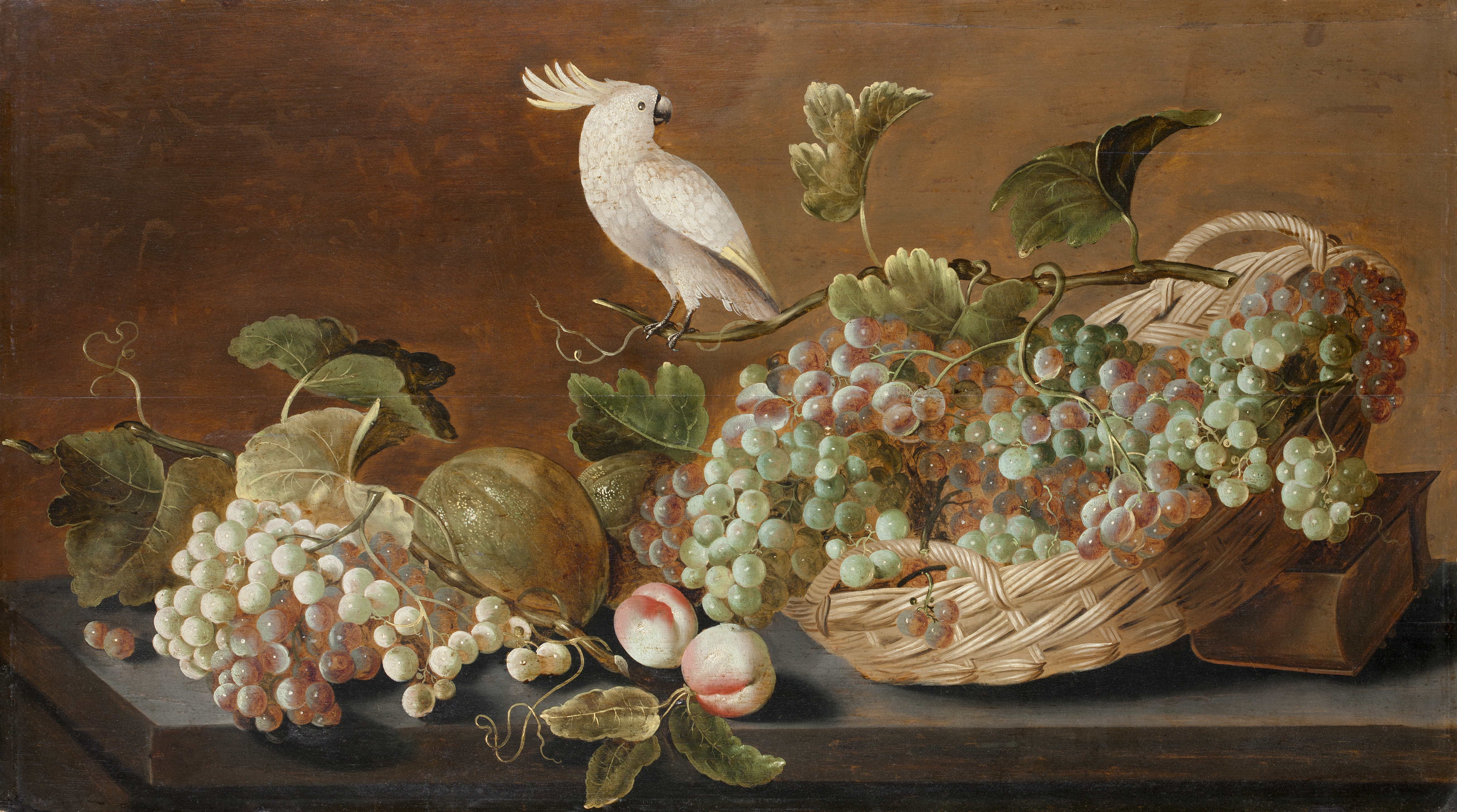
لوحة من فن الطبيعة الصامتة الهولندي تعود لعام 1640 تُظهر طائر الكوكاتو جاثمًا فوق غُصن شجرة عنبٍ.

أقدمُ رسمٍ أُوروبيٍّ يظهر فيه الكوكاتو في كتاب الصَّقارة فنُّ الصَّيد مع الطُّيُورِ (باللاتينية: De arte venandi cum avibus) لِلإمبراطور الرُّماني المُقدَّس فريدريك الثاني. ثاني أقدم رسمٍ للطائر، والذي كان يُعتقد أنَّه الأقدم، يعود لِسنة 1496 للرسَّام الإيطالي أندريا مانتينيا بِعنوان سيدة النَّصر [الإنجليزية]. المثالُ التَّال هي لوحةُ الرَّسَّام الهغناري جاكوب بوغداني، الذي أقام في أمستردام مُنذ سنة 1683 ثُمَّ إنجلترا، كما ظهر الطَّائر مع طُيورٍ أخرى في عددٍ من لوحات الرَّسَّام الهولندي ملكيور هونديكوتير [الإنجليزية]. لم يكن الكوكاتو موضوعًا ملحوظًا في لوحة الرَّسام الإنجليزي جوزيف رايت من دربي «تجربة على طائر في مضخة هواء»، فقدرُ الطَّائر في اللَّوحة غير واضحٍ. كان الكوكاتو من بين العديد من النَّباتات والحيوانات الأستراليَّة التي ظهرت في النُّقوش الزُّخرفيَّة في الهندسة المعمارية الفيدرالية [الإنجليزية] في أوائل القرن العشرين. ألهمت الرَّسَّام الإنجليزي وِليَم رُوبرتس زيارتَهُ متجر الحيوانات الأليفة في كامدن تاون سنة 1958 رسمَ لوحته «الكوكاتو» (بالإنجليزية: The Cockatoos)‏، في مجموعة معرض تيت. اشتهر الرَّسَّام والنَّحات الأمريكي جوزيف كورنيل بِوضع الكوكاتو في أعماله.
اتَّخذت حكومة إقليم العاصمة الأسترالية بَبَّغاء جانج جانج شعارًا رسميًّا لها في 27 فبراير 1997. عرضت شركة الطَّيران الاقتصاديَّة قصيرة الأمد إمبلس إيرلاينز [الإنجليزية] الكوكاتو كبريتيُّ العرف في زيِّ الشَّركة وطائِراتِها.
تستخدمُ المُنظَّمة الخيريَّة صندوق الببغاء العالمي [الإنجليزية] أو كما تُعرف بِـ «موسوعة الببغاء العالميَّة» ببغاءَ النَّخيل رمزًا لها.
ظهر اثنان من أبطال الدِّراما البوليسيَّة في السَّبعينات مع كُكتُوَّات أليفةٍ. في فِلم سيربيكو سنة 1973، كان لِشخصيَّة المُمثِّل الأمريكي آل باتشينو حيوانٌ أليفٌ هي الكوكاتو البيضاء، كما شهد العرض التِّلفزيوني بيريتا ظُهورًا لِشخصيَّة المُمثِّل الأمريكي روبرت بليك مع حيوانٍ أليفٍ من النُّويع كوكاتو تريتون [الإنجليزية] يُدعى «فريد». شهدت شعبيَّة العرض الأخير ارتفاعًا مُماثلًا في شعبيَّة الككتوهات حيواناتًا أليفةً في أواخر السَّبعينات. استُخدم الكوكاتو كثيرًا في الدِّعاية؛ إذ ظهر الطَّائر في حملةٍ إعلانيَّةٍ لِـ «Cockatoo Ridge Wineries» لِسنة 2008.

### الذَّكاء
أجرى فريقٌ من العُلماء من جامعة أكسفورد، جامعة فيينا وجمعية ماكس بلانك اختبارًا لِعشرٍ من الككتوهات غير المُدرَّبة من نوع كوريلا تانيمبار، ووجدوا أنَّها قادرةٌ على حلِّ الألغاز الميكانيكيَّة المُعقَّدة.

## المُلاحظات
1. ↑  تشير الأقواس حول اسم النوع إلى أنه كان بالأصل في جنس آخر.

### بالعربيَّة
1. ↑  المعلوف (1985)، ص. 71.
2. ↑  أفندي (2014)، ص. 104.

### بالإنجليزيَّة
1. 1 2  IOC World Bird List Version 6.3 (بالإنجليزية), 21 Jul 2016, DOI:10.14344/IOC.ML.6.3, QID:Q27042747
2. ↑  IOC World Bird List. Version 7.2 (بالإنجليزية), 22 Apr 2017, DOI:10.14344/IOC.ML.7.2, QID:Q29937193
3. ↑  World Bird List: IOC World Bird List (بالإنجليزية) (6.4th ed.), International Ornithologists' Union, 2016, DOI:10.14344/IOC.ML.6.4, QID:Q27907675
4. ↑  J. Simpson؛ E. Weiner، المحررون (1989). "cockatoo". Oxford English Dictionary (ط. 2nd). Oxford: Clarendon Press. ISBN:978-0-19-861186-8.
5. ↑  Mynott، Jeremy (2009). Birdscapes: Birds in Our Imagination and Experience. Princeton, New Jersey: Princeton University Press. ص. 319. ISBN:978-0-691-13539-7.
6. ↑  Gray، George Robert (1840). A List of the Genera of Birds, with an indication of the typical species of each genus. London: R. & J.E. Taylor. ص. 53. مؤرشف من الأصل في 2012-04-01. اطلع عليه بتاريخ 2009-11-02.
7. 1 2  Christidis & Boles 2008، صفحة 148
8. 1 2 3 4 5 6 7  Nicole E. White؛ Matthew J. Phillips؛ M. Thomas P. Gilbert؛ Alonzo Alfaro-Núñez؛ Eske Willerslev؛ Peter R. Mawson؛ Peter B.S. Spencer؛ Michael Bunce (2011). "The evolutionary history of cockatoos (Aves: Psittaciformes: Cacatuidae)" (PDF). Molecular Phylogenetics and Evolution. ج. 59 ع. 3: 615–622. DOI:10.1016/j.ympev.2011.03.011. PMID:21419232. مؤرشف (PDF) من الأصل في 2020-07-31. اطلع عليه بتاريخ 2018-04-20.
9. 1 2 3 4 5 6  Wright TF، Schirtzinger EE، Matsumoto T، وآخرون (2008). "A Multilocus Molecular Phylogeny of the Parrots (Psittaciformes): Support for a Gondwanan Origin during the Cretaceous". Molecular Biology and Evolution. ج. 25 ع. 10: 2141–56. DOI:10.1093/molbev/msn160. PMC:2727385. PMID:18653733.
10. 1 2  de Kloet، RS؛ de Kloet SR (2005). "The evolution of the spindlin gene in birds: Sequence analysis of an intron of the spindlin W and Z gene reveals four major divisions of the Psittaciformes". Molecular Phylogenetics and Evolution. ج. 36 ع. 3: 706–21. DOI:10.1016/j.ympev.2005.03.013. PMID:16099384.
11. 1 2 3 4 5 6  Tokita M، Kiyoshi T، Armstrong KN (2007). "Evolution of craniofacial novelty in parrots through developmental modularity and heterochrony". Evolution & Development. ج. 9 ع. 6: 590–601. DOI:10.1111/j.1525-142X.2007.00199.x. PMID:17976055. S2CID:46659963.
12. ↑  Astuti، Dwi؛ Azuma، Noriko؛ Suzuki، Hitoshi؛ Higashi، Seigo (2006). "Phylogenetic Relationships Within Parrots (Psittacidae) Inferred from Mitochondrial Cytochrome-bGene Sequences". Zoological Science. ج. 23 ع. 2: 191–8. DOI:10.2108/zsj.23.191. hdl:2115/54809. PMID:16603811. S2CID:35879495.
13. ↑  Christidis L؛ Schodde R؛ Shaw DD؛ Maynes SF (1991). "Relationships among the Australo-Papuan parrots, lorikeets, and cockatoos (Aves, Psittaciformes) – protein evidence" (PDF). Condor. ج. 93 ع. 2: 302–17. DOI:10.2307/1368946. JSTOR:1368946. مؤرشف (PDF) من الأصل في 2013-12-31. اطلع عليه بتاريخ 2013-03-03.
14. ↑  Schweizer M، Seehausen O، Güntert M، Hertwig ST (2010). "The evolutionary diversification of parrots supports a taxon pulse model with multiple trans-oceanic dispersal events and local radiations". Molecular Phylogenetics and Evolution. ج. 54 ع. 3: 984–994. DOI:10.1016/j.ympev.2009.08.021. PMID:19699808. S2CID:1831016.
15. ↑  Manuel Schweizer؛ Ole Seehausen؛ Stefan T. Hertwig (2011). "Macroevolutionary patterns in the diversification of parrots: effects of climate change, geological events and key innovations". Journal of Biogeography. ج. 38 ع. 11: 2176–2194. DOI:10.1111/j.1365-2699.2011.02555.x. S2CID:85625053. مؤرشف من الأصل في 2020-08-17. اطلع عليه بتاريخ 2019-07-13.
16. ↑  Leo Joseph؛ Alicia Toon؛ Erin E. Schirtzinger؛ Timothy F. Wright (2011). "Molecular systematics of two enigmatic genera Psittacella and Pezoporus illuminate the ecological radiation of Australo-Papuan parrots (Aves: Psittaciformes)". Molecular Phylogenetics and Evolution. ج. 59 ع. 3: 675–684. DOI:10.1016/j.ympev.2011.03.017. PMID:21453777.
17. 1 2 3 4
18. 1 2 3 4 5 6  Astuti، D (2004). A phylogeny of cockatoos (Aves: Psittaciformes) inferred from DNA sequences of the seventh intron of nuclear β-fibrinogen gene (PDF) (PhD). Graduate School of Environmental Earth Science, Hokkaido University, Japan. مؤرشف (PDF) من الأصل في 2020-10-01. اطلع عليه بتاريخ 2009-04-07.
19. 1 2 3 4  Adams M، Baverstock PR، Saunders DA، Schodde R، Smith GT (1984). "Biochemical systematics of the Australian cockatoos (Psittaciformes: Cacatuinae)". Australian Journal of Zoology. ج. 32 ع. 3: 363–77. DOI:10.1071/ZO9840363.
20. 1 2  Christidis & Boles 2008، صفحة 151
21. ↑  Forshaw & Cooper 1978، صفحة 124
22. ↑  Cayley & Lendon 1973، صفحة 84
23. ↑  Christidis & Boles 2008، صفحة 150
24. ↑  Boles، Walter E (1993). "A new cockatoo (Psittaciformes: Cacatuidae) from the Tertiary of Riversleigh, northwestern Queensland, and an evaluation of rostral characters in the systematics of parrots". Ibis. ج. 135 ع. 1: 8–18. DOI:10.1111/j.1474-919X.1993.tb02804.x.
25. ↑  Waterhouse، DM (2006). "Parrots in a nutshell: The fossil record of Psittaciformes (Aves)". Historical Biology. ج. 18 ع. 2: 223–34. DOI:10.1080/08912960600641224. S2CID:83664072.
26. 1 2  Steadman، D (2006). Extinction and Biogeography of Tropical Pacific Birds. Chicago: University of Chicago Press. ص. 348. ISBN:978-0-226-77142-7.
27. ↑  Steadman، D؛ White P؛ Allen J (1999). "Prehistoric birds from New Ireland, Papua New Guinea: Extinctions on a large Melanesian island". Proceedings of the National Academy of Sciences. ج. 96 ع. 5: 2563–68. Bibcode:1999PNAS...96.2563S. DOI:10.1073/pnas.96.5.2563. PMC:26825. PMID:10051683.
28. ↑  Roselaar CS، Michels JP (2004). "Systematic notes on Asian birds. 48. Nomenclatural chaos untangled، resulting in the naming of the formally undescribed Cacatua species from the Tanimbar Islands، Indonesia (Psittaciformes: Cacatuidae)". Zoologische Verhandelingen. ج. 350: 183–96. مؤرشف من الأصل في 2009-08-18. اطلع عليه بتاريخ 2009-12-05. {{استشهاد بدورية محكمة}}: Vancouver style error: حرف غير لاتيني in name 1 (مساعدة)
29. 1 2 3 4 5 6 7 8 9  Rowley، Ian (1997). "Family Cacatuidae (Cockatoos)". في del Hoyo, Josep؛ Elliott, Andrew؛ Sargatal, Jordi (المحررون). Handbook of the Birds of the World. Volume 4, Sandgrouse to Cuckoos. Barcelona: Lynx Edicions. ص. 246–69. ISBN:978-84-87334-22-1.
30. 1 2  Forshaw 2006، صفحة plate 6
31. 1 2 3 4  Cameron 2007، صفحة 1.
32. ↑  Cameron 2007، صفحة 57.
33. 1 2
34. ↑  Cameron 2007، صفحة 69.
35. ↑  Cameron 2007، صفحة 67.
36. 1 2  Cameron 2007، صفحة 61.
37. ↑  Cameron 2007، صفحة 58.
38. ↑  Cameron 2007، صفحة 59.
39. 1 2  Cameron 2007، صفحة 68.
40. 1 2
41. ↑  Cameron 2007، صفحة 86.
42. ↑  Cameron 2007، صفحة 3.
43. ↑  "Sulphur-crested Cockatoo, Cacatua galerita". Parks & Wildlife Service Tasmania. 31 أكتوبر 2011. مؤرشف من الأصل في 2017-03-26. اطلع عليه بتاريخ 2015-10-24.
44. ↑  Cameron 2007، صفحة 71.
45. 1 2  Cameron 2007، صفحات 103–4.
46. ↑  Cameron 2007، صفحة 77.
47. ↑  Cameron 2007، صفحة 104.
48. ↑  Temby، Ian (1999). "Urban wildlife issues in Australia" (PDF). في Shaw Williams؛ Lisa Harris؛ Larry Vandruff (المحررون). Proceedings of the 4th International Symposium on Urban Wildlife Conservation. Tucson, Arizona: University of Arizona. مؤرشف (PDF) من الأصل في 2011-09-27. اطلع عليه بتاريخ 2009-12-11.
49. ↑  Cameron 2007، صفحة 126.
50. ↑  Lindenmayer، DB؛ Pope MP؛ Cunningham RB؛ Donnelly CF؛ Nix HA (1996). "Roosting of the Sulphur-Crested Cockatoo Cacatua galerita". Emu. ج. 96 ع. 3: 209–12. DOI:10.1071/MU9960209.
51. ↑  Trust, World Parrot. "Moluccan Cockatoo (Cacatua moluccensis) – Parrot Encyclopedia". www.parrots.org (بالإنجليزية). Archived from the original on 2015-07-02. Retrieved 2018-03-27.
52. ↑  Forshaw 2006، صفحة plate 4
53. 1 2 3
54. ↑  Alderton, David (2003). The Ultimate Encyclopedia of Caged and Aviary Birds (بالإنجليزية). London, England: Hermes House. p. 205. ISBN:978-1-84309-164-6.
55. ↑  Cayley & Lendon 1973، صفحة 97
56. ↑  "Birds of a feather talk together" Retrieved 15 September 2011
57. ↑  Low 1999، صفحة 23
58. ↑  Wool-N-Wings (2006). Bird Ownership Statistics in USA. نسخة محفوظة 19 October 2011 على موقع واي باك مشين. Retrieved 10 September 2011.
59. ↑  Athan 1999، صفحة 84
60. ↑  King، C. E.؛ Heinhuis، H.؛ Brouwer، K. (يناير 2000). "Management and husbandry of black cockatoos Calyptorhynchus spp in captivity". International Zoo Yearbook. ج. 37 ع. 1: 87–116. DOI:10.1111/j.1748-1090.2000.tb00710.x.
61. ↑  "Why Do Cockatoos NEED To Be Cuddled? – A Theory". BirdTricks (بالإنجليزية). Archived from the original on 2020-12-01. Retrieved 2020-12-18.
62. ↑  Garner, MM; Clubb SL; Mitchell MA; Brown L (2008). "Feather-picking psittacines: histopathology and species trends". Veterinary Pathology (بالإنجليزية). 45 (3): 401–08. DOI:10.1354/vp.45-3-401. PMID:18487502. S2CID:1023194.
63. 1 2  Athan 1999، صفحة 86.
64. ↑  Athan 1999، صفحة 87.
65. ↑  Athan 1999، صفحة 91
66. ↑  Athan 1999، صفحة 92.
67. ↑  Cayley & Lendon 1973، صفحة 107
68. ↑  Cayley & Lendon 1973، صفحة 112
69. ↑  Athan 1999، صفحة 93
70. ↑  "Brookfield Zoo". www.facebook.com. مؤرشف من الأصل في 2020-05-27. اطلع عليه بتاريخ 2018-03-27.
71. ↑  "'Cookie,' cockatoo believed to be the world's oldest, dead at 83". فوكس نيوز. 30 أغسطس 2016. مؤرشف من الأصل في 2016-09-26. اطلع عليه بتاريخ 2016-09-28.
72. ↑  A. Vila (1 سبتمبر 2016). "Farewell Cookie: Oldest Pink Cockatoo Dies at 83". Nature World News. مؤرشف من الأصل في 2016-10-01. اطلع عليه بتاريخ 2016-09-28.
73. 1 2  Brouwer, K; Jones M; King C; Schifter H (2000). "Longevity records for Psittaciformes in captivity". International Zoo Yearbook (بالإنجليزية). 37: 299–316. DOI:10.1111/j.1748-1090.2000.tb00735.x.
74. ↑  Cayley & Lendon 1973، صفحة xxvi
75. ↑  "Cockatoo identified in 13th Century European book". BBC News (بالإنجليزية). 26 Jun 2018. Archived from the original on 2018-06-26. Retrieved 2018-06-26.
76. ↑  Elphick, Jonathan (2004). Birds: The Art of Ornithology (بالإنجليزية). London: Natural History Museum. p. 24. ISBN:978-1-902686-66-0.
77. ↑  "An Experiment on a Bird in the Air Pump" (بالإنجليزية). The National Gallery. Archived from the original on 24 مايو 2011. Retrieved 12 ديسمبر 2009.
78. ↑  Fraser, Hugh; Joyce, Ray (1989). The Federation House – Australia's Own Style (بالإنجليزية). Willoughby, NSW: Weldon Publishing. p. 103. ISBN:978-1-86302-033-6.
79. ↑  "The Cockatoos 1958". Tate Collection: William Roberts 1895–1980 (بالإنجليزية). Tate Gallery. Archived from the original on 2012-01-11. Retrieved 2009-12-12.
80. ↑  King, Averil (2007). "Painting on a perch: parrots are an enduring theme in European art, as Averil King learned at an unusual exhibition at the Barber Institute". Apollo Magazine (بالإنجليزية). Archived from the original on 2014-02-01. Retrieved 2009-12-12.
81. ↑  d'Harnoncourt, A (Jun 1978). "The Cubist Cockatoo: A Preliminary Exploration of Joseph Cornell's Homages to Juan Gris". Philadelphia Museum of Art Bulletin (بالإنجليزية). 74 (321): 3–17. DOI:10.2307/3795312. JSTOR:3795312.
82. ↑  "ACT Flags and Emblems" (بالإنجليزية). Chief Minister's Department, ACT Government. Archived from the original on 2018-10-28. Retrieved 2009-12-10.
83. ↑  "Impulse Airlines Boeing 717–200 Cockatoo Takes Off For Home" (بالإنجليزية). Boeing. 9 Jan 2001. Archived from the original on 2001-01-24. Retrieved 2009-12-10.
84. ↑  "World Parrot Trust – Saving Parrots Worldwide" (بالإنجليزية). World Parrot Trust website. Archived from the original on 2009-10-19. Retrieved 2009-10-20.
85. ↑  Rosenfeld, Arthur (1989). Exotic Pets (بالإنجليزية). New York: سايمون وشوستر. p. 105. ISBN:978-0-671-47654-0. Archived from the original on 2022-04-14.
86. ↑  Boehrer, Bruce Thomas (2004). Parrot Culture: Our 2500-Year-Long Fascination with the World's Most Talkative Bird (بالإنجليزية). University of Pennsylvania Press. p. 224. ISBN:978-0-8122-3793-1. Archived from the original on 2020-08-02.
87. ↑  "Erin not amused by a cockatoo". AdelaideNow (بالإنجليزية). News Limited. 10 Apr 2008. Archived from the original on 2020-08-01. Retrieved 2009-10-20.
88. ↑  "Cockatoos 'pick' puzzle box locks: Cockatoos show technical intelligence on a five-lock problem". sciencedaily.com (بالإنجليزية). Archived from the original on 2018-03-27. Retrieved 2018-03-27.

### بيانات المراجع كاملةً

#### بالعربيَّة
- أمين المعلوف (1985)، معجم الحيوان (بالعربية والإنجليزية) (ط. 3)، بيروت: دار الرائد العربي، OCLC:1039733332، QID:Q113643886
- إدوار غالب (1988). الموسوعة في علوم الطبيعة: تبحث في الزراعة والنبات والحيوان والجيولوجيا (بالعربية واللاتينية والألمانية والفرنسية والإنجليزية) (ط. 2). بيروت: دار المشرق. ISBN:978-2-7214-2148-7. OCLC:44585590. OL:12529883M. QID:Q113297966.
- منير البعلبكي؛ رمزي البعلبكي (2008). المورد الحديث: قاموس إنكليزي عربي (بالعربية والإنجليزية) (ط. 1). بيروت: دار العلم للملايين. ISBN:978-9953-63-541-5. OCLC:405515532. OL:50197876M. QID:Q112315598.
- عماد الدين أفندي (2014). أطلس الحيوان (ط. 3). بيروت: دار الشرق العربي. ISBN:978-9953-61-363-5. QID:Q118398603.

#### بالإنجليزيَّة
- Athan, Mattie Sue (1999). Guide to companion parrot behavior: with full-color photos and instructive line drawings (بالإنجليزية). Woodbury, N.Y.: Barron's Educational Series. ISBN:978-0-7641-0688-0.
- Cameron, Matt (2007). Cockatoos (بالإنجليزية). Collingwood, VIC, Australia: CSIRO Publishing. ISBN:978-0-643-09232-7.
- Christidis, Les; Boles, Walter (2008). Systematics and taxonomy of Australian birds (بالإنجليزية). Collingwood, VIC, Australia: CSIRO Pub. ISBN:978-0-643-06511-6.
- Forshaw, Joseph M. (2006). Parrots of the World; an Identification Guide (بالإنجليزية). Illustrated by Frank Knight. Princeton University Press. ISBN:978-0-691-09251-5.
- Forshaw, Joseph Michael; Cooper, William T. (1978). Parrots of the world (بالإنجليزية) (2nd ed.). Melbourne: Lansdowne Editions. ISBN:978-0-7018-0690-3.
- Cayley, Neville William; Lendon, Alan H. (1973). Australian parrots: in field and aviary (بالإنجليزية). Sydney: Angus & Robertson. ISBN:978-0-207-12424-2.
- Low, Rosemary (1999). The loving care of pet parrots (بالإنجليزية). Saanichton, B.C.: Hancock House. ISBN:978-0-88839-439-2.